# Chiesa di San Giorgio in Braida
La chiesa di San Giorgio in Braida è un luogo di culto cattolico di Verona, situato nel quartiere di Veronetta tra l'Adige (a sud) e Borgo Trento (a nord). La sua origine si deve a Pietro Cadalo, futuro antipapa, che nel 1046 decise di alienare alcuni suoi beni per edificare un monastero benedettino sotto il controllo del vescovo di Verona. Tra il XII e il XIII secolo, il monastero visse un periodo di grande prosperità sia economica che spirituale. Del primo antico edificio romanico, probabilmente riedificato a seguito del terribile terremoto del 1117, rimangono flebili tracce, come la base del campanile visibile nella parete sinistra. Dopo un periodo di decadenza sotto i Della Scala, nel 1442 il complesso passò alla congregazione di San Giorgio in Alga la quale iniziò la costruzione dell'odierno edificio rinascimentale. Soppressa la congregazione, nel 1669 venne venduto alle monache di santa Maria in Reggio per finanziare la guerra di Candia. Con la chiusura del convento nel 1807 venne meno anche la stessa parrocchia di San Giorgio che assunse il ruolo di oratorio dipendente da Santo Stefano. Sotto la dominazione austriaca, con l'edificazione delle nuove fortificazioni del 1837, gran parte del complesso venne demolito. Il 2 marzo 1874 San Giorgio in Braida tornò ad essere una parrocchia autonoma, mentre nel 1938 venne sottoposto ad un ciclo di interventi di restauro che portarono alla parziale ricostruzione del chiostro cinquecentesco.
Non si sa con certezza chi sia l'architetto che progettò il complesso, tuttavia Francesco da Castello è il più accreditato. In molti riconoscono un contributo anche di Paolo Farinati per quanto concerne l'ideazione della facciata mentre al celebre architetto veronese Michele Sanmicheli si deve la costruzione della maestosa cupola e la concezione del campanile, poi continuato ma non finito dal parente e discepolo Bernardino Brugnoli. Gli spazi interni della chiesa sono organizzati in un'unica navata su cui si aprono otto cappelle laterali, quattro su ciascun lato; in ognuna vi è un altare in marmo bianco con alzata in legno. Tra la navata e il presbiterio, raggiungibile attraverso una balaustra, vi è un transetto appena accennato sovrastato dalla cupola.
Molti osservatori, tra cui Scipione Maffei e Goethe, elogiarono le numerose opere d'arte rinascimentale che qui sono custodite. Le cappella laterali sono impreziosite da lavori di artisti quali Giovan Francesco Caroto, Domenico Brusasorzi, Pasquale Ottino, Girolamo dai Libri, Sigismondo de Stefani, Francesco Montemezzano, mentre sotto la cantoria è posta Madonna in Gloria del Moretto. Sopra la porta maggiore è collocato un Battesimo di Cristo del Tintoretto mentre per il presbiterio Paolo Farinati e Felice Brusasorzi dipinsero, rispettivamente, le due gradi tele della Moltiplicazione dei pani e dei pesci e La manna nel deserto. Appesa nel catino absidale vi è il Martirio di San Giorgio, opera del 1564 di Paolo Veronese.

## Origine del nomein Braida

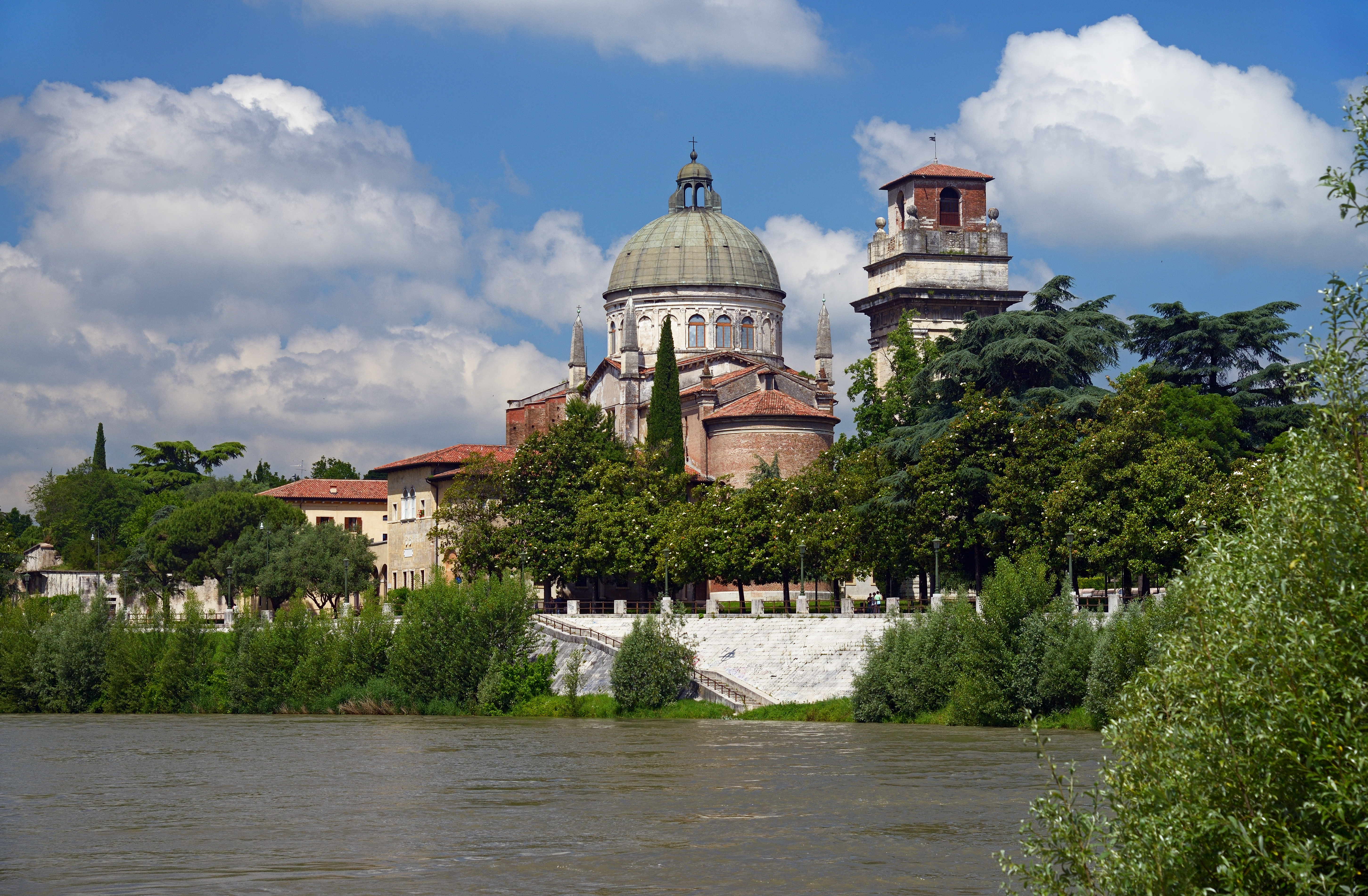
San Giorgio in Braida prima dei restauri della cupola e del campanile del 2018-2021.

La località ove sorge la chiesa era una volta chiamata prato dominico (letteralmente in italiano: "prato del fisco") o pradonego, essendo periferica rispetto alla città di Verona e posta fuori dalle mura. Il termine braida dunque origina dal termine in lingua tedesca brei o breit (in longobardo) che significa "prato recintato". Al tempo in cui il monastero venne fondato, le zone di prato limitrofe alle mura cittadine ma esterne, erano conosciute come "braide".

## Storia

### Origine
Le origini della chiesa di San Giorgio in Braida risalgono al medioevo. I primi documenti che si dispongono al riguardo si trovano oggi conservati negli archivi della parrocchia di San Giorgio, in quella di Santo Stefano e nel fondo della Cancelleria della Nunziatura Veneta presso l'Archivio Segreto Vaticano. Anche se alcuni storici ritengono che già nel 780 in questo luogo sorgesse un monastero in cui risiedeva un gruppo di monache, la sua nascita certa viene collocata nel 1046 quando il nobile veronese Pietro Cadalo, allora neoeletto vescovo di Parma e successivamente antipapa, decise di fondare nella propria città natale, a proprie spese, un monastero benedettino dedicato a San Giorgio. La scelta del luogo ove edificarlo cadde su un terreno in prato domjic posto fuori dalle mura romane, alla sinistra dell'Adige ovvero su lato opposto della cattedrale. L'atto di acquisto del terreno, con la relativa permuta di alcuni possedimenti, venne redatto il 23 aprile; il giorno successivo Cadalo dispose inoltre di destinare altri suoi beni, pur mantenendone l'usufrutto a vita, per la costruzione e la dotazione del monastero che dovrà poi essere messo sotto la giurisdizione del vescovo di Verona. Nel 1052 l'imperatore Enrico III concesse, grazie all'intercessione della moglie Agnese di Poitou, la sua protezione personale al monastero.

### Gli anni della prosperità e l'edificio romanico

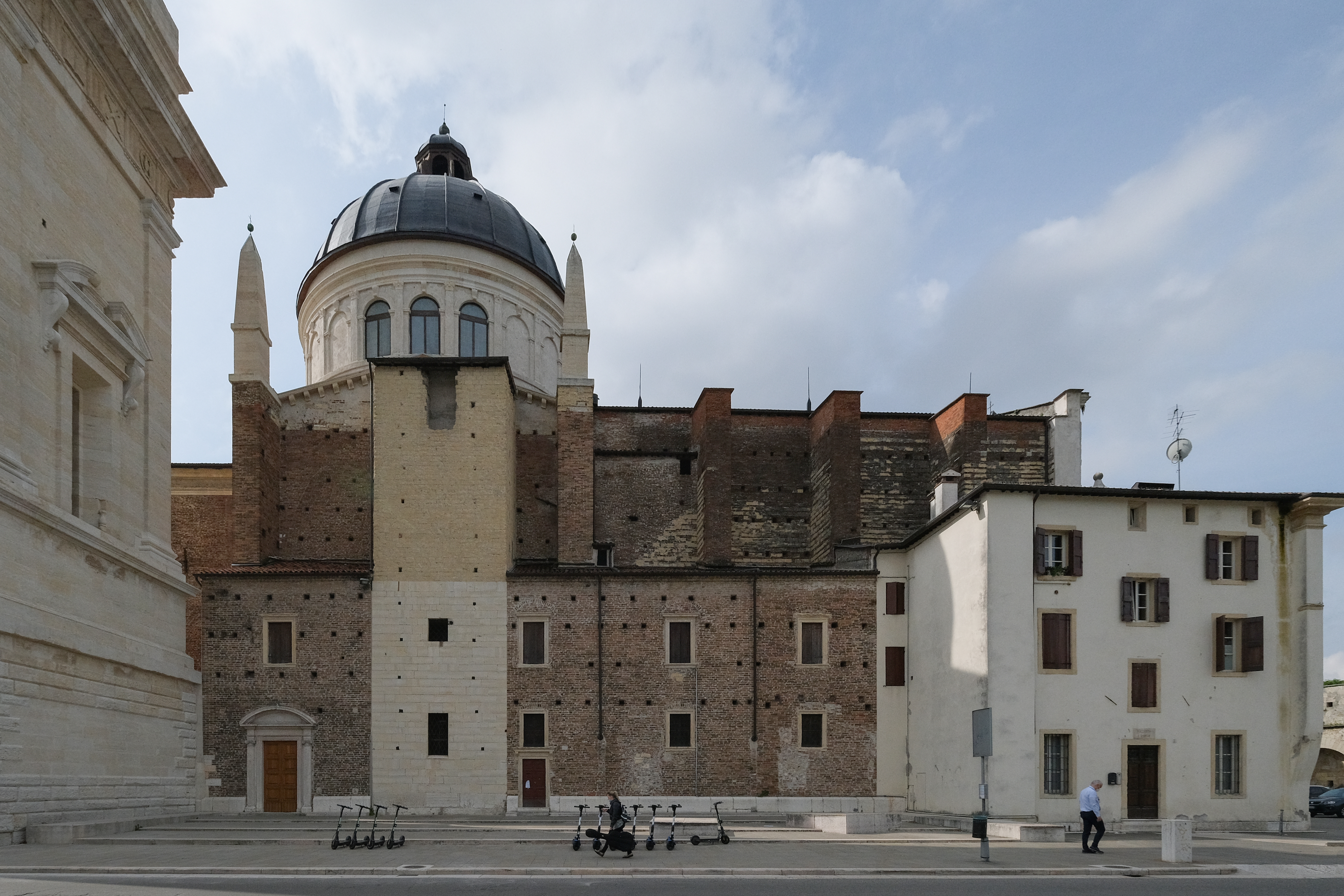
Il vecchio campanile romanico (in colore più chiaro in quanto costituito completamente di materiale lapideo) situato lungo il muro settentrionale della chiesa.

I documenti superstiti raccontano che nel 1077 il monastero ospitava una comunità di sacerdoti, una schola e plebe Sancti Georgi, che qui risiedeva con a fianco una di monache. A quel tempo la chiesa di San giorgio poteva vantare il titolo di pieve, un riconoscimento che mantenne per poco. Infatti, nel 1112 questa situazione terminò a seguito della decisione del vescovo Uberto di sciogliere entrambe le comunità per affidare il complesso a una nuova collegiata di sacerdoti. Questa avrebbe goduto poi di una notevole reputazione, come attestano i diplomi e privilegi che ricevette nel 1123 e 1127 dal vescovo Bernardo e nel 1132 da papa Innocenzo III. Nonostante non vi siano prove certe, è molto probabile che l'edificio di allora sia rimasto gravemente danneggiato in occasione del terremoto di Verona del 1117 che portò distruzione in città e provincia, e che quindi l'affidamento alla collegiata sia coinciso con un periodo di fervida riedificazione. Poco o nulla si sa di questo primo complesso, probabilmente in stile romanico, eccetto per le poche tracce che sono rimaste come parte del fusto del campanile, oggi visibile seppur inglobato sulla fiancata sinistra della chiesa, e una parte del muro esterno di quella che fu l'aula canonicale che permane nel chiostro cinquecentesco.
Come già accennato, il periodo di permanenza della collegiata combaciò con anni di grande prosperità, sia economica che spirituale, per il monastero. Nel 1121 Pellegrino ricoprì la carica di priore del monastero e con questa autorità adottò la Regola di sant'Agostino. Compì, inoltre, numerose acquisizioni di terreni in Valpolicella, in particolare nelle località di Arbizzano e Novare, e fondò un ospedale. Intorno alla metà del XII secolo il priorato passò a Viviano. Negli stessi anni il monastero ricevette altri privilegi dall'imperatore Federico Barbarossa nel 1155 e dal papa Alessandro III nel 1164, oltre che attestazioni di stima personali per Viviano. Inoltre, i numerosi documenti inerenti a donazioni pro rimedio anima e contratti di depositum a favore del monastero dimostrano quanto esso godesse di un'ottima reputazione e fiducia anche da parte dei veronesi.

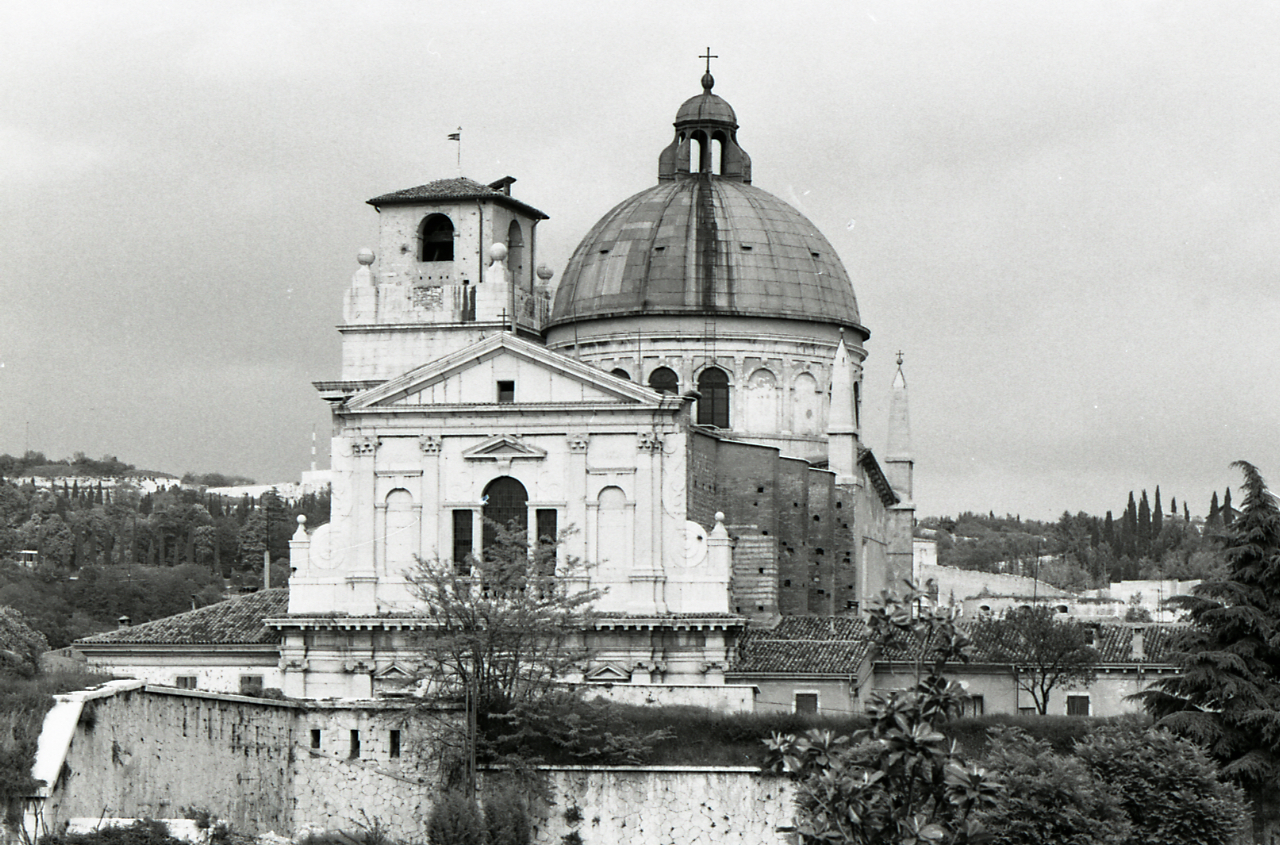
Fotografia di Paolo Monti del 1972 della parte superiore della chiesa; in primo piano si intravedono le mura austriache (specificamente la rondella di San Giorgio).

Nel 1177 Gerardo succedette a Viviano come priore, poi fu la volta di Domenico, di un altro Viviano nel 1218 e infine di un certo Bernardo. Fu proprio sotto quest'ultimo che avvenne all'interno della canonica del monastero un fatto eclatante: il furto di una croce d'argento che ospitava al suo interno una reliquia della Vera Croce e che solitamente veniva collocata in cima a una pertica sul carroccio del comune. Questo atto sfociò in tumulti che portarono alla destituzione di Bernardo e la sua sostituzione a priore con l'illegittimo Diotiguardi. Ma non fu l'unico evento nefasto di quegli anni che sconvolse i cronisti. Nel 1256, Ezzelino III da Romano compì una strage di soldati padovani all'interno del brolo del monastero che, secondo quanto riferisce Rolandino de' Passaggeri, «perirono di fame, sete, freddo, di forca, di spada di fuoco». Il numero delle vittime di questo eccidio diverge tra una fonte e l'altra; se per Rolandino furono undicimila, il padovano Pietro Gerardo parla invece di soli circa duemila. Facendo un confronto con la popolazione padovana dell'epoca, la seconda cifra appare più attendibile ma, probabilmente, furono anche di meno. In mezzo a tutti questi avvenimenti nefasti una nota positiva fu la dotazione del monastero di una biblioteca; un catalogo del XIII secolo riporta la presenza di manoscritti di diversi autori, tra cui, di Pietro Abelardo, Sant'Agostino, Sant'Ambrogio, Beda il Venerabile, San Bernardo da Chiaravalle, Isidoro di Siviglia, Prospero d'Aquitania.

### Il periodo scaligero e la decadenza
Preso il potere in città, i Della Scala fecero realizzare una nuova cinta muraria che andava a chiudere all'interno anche il monastero. Inoltre, i nuovi signori di Verona, ben consci della ricchezza del posto, imposero i propri famigliari (spesso figli illegittimi) come canonici. Alcuni di essi divennero poi anche abati, come Giuseppe della Scala (figlio illegittimo di Alberto I) a capo della congregazione nel 1284 e Aimonte della Scala nel 1353. L'invadente influsso della famiglia scaligera si ripercosse negativamente sulla vita del monastero che andò incontro a un periodo di evidente crisi spirituale. Scomparsa la Signoria, durante la breve parentesi in cui Gian Galeazzo Visconti governò sulla città, l'edificio venne retto dal patriarca di Aquileia Philippe d'Alençon come abate commendatario. In seguito alla dedizione di Verona a Venezia del 1409, tale carica passa al vescovo di Siena Gabriele Condulmer, il futuro papa Eugenio IV. Contestualmente terminò l'osservanza della Regola di sant'Agostino.

### I canonici di San Giorgio in Alga e la trasformazione rinascimentale

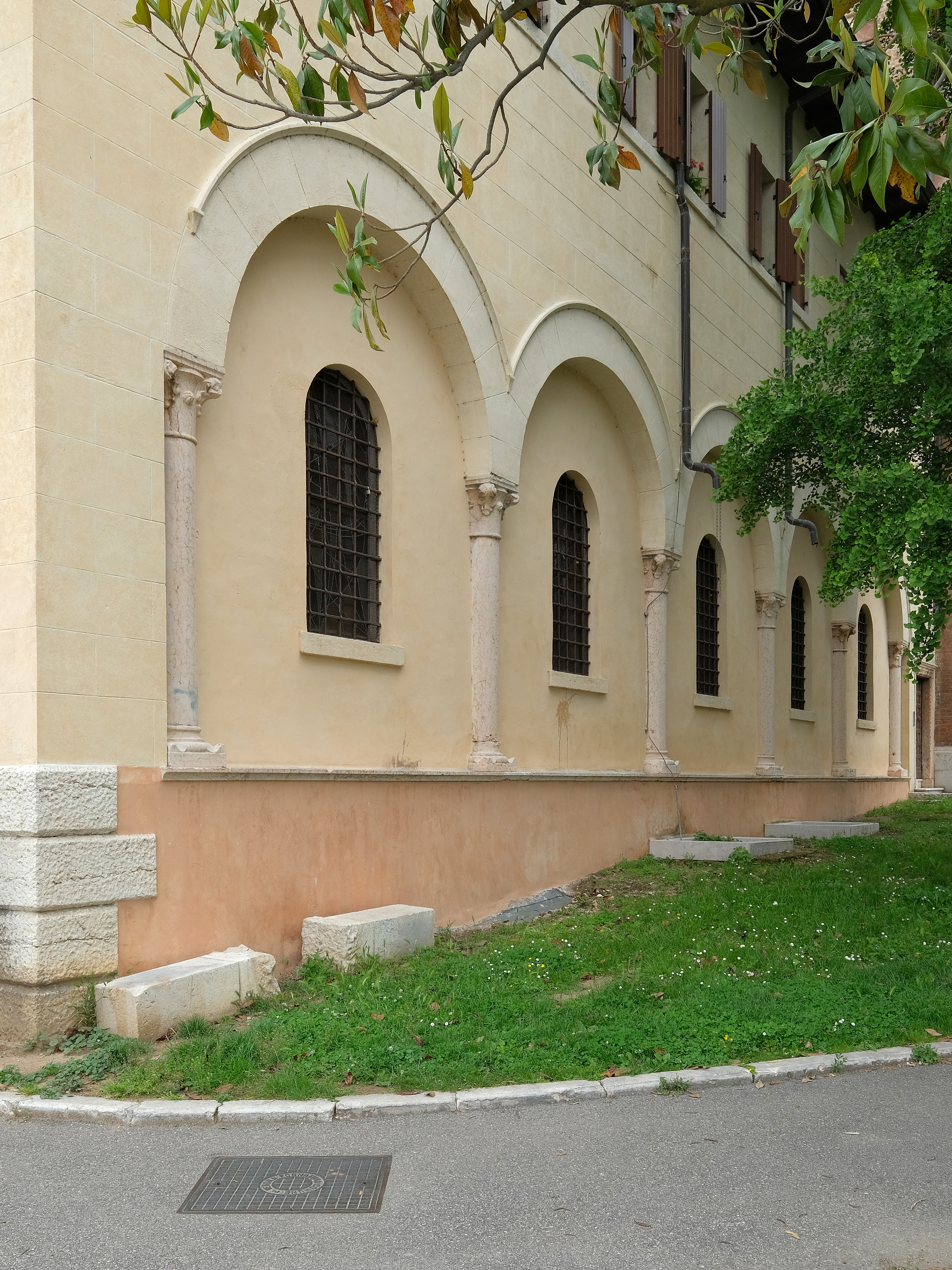
Rimanenze afferenti all'antico chiostro quattrocentesco; rimangono osservabili i resti di un braccio lungo un muro situato sul lato orientale dell'edificio, di fianco all'abside, le cui aperture furono successivamente tamponate.

Il 1442 fu un anno fondamentale per le vicissitudini del monastero: venne infatti ceduto al clero secolare dei canonici di San Giorgio in Alga una congregazione religiosa particolarmente abbiente e possidente di numerosi terreni nella provincia di Verona. In quel periodo fu abbastanza frequente l'arrivo in riva all'Adige di congreghe che si insediavano nei monasteri. Un altro esempio si ebbe nel 1443 con l'arrivo dei benedettini di Santa Giustina nel monastero dei Santi Nazaro e Celso e con l'assegnazione agli olivetani della chiesa di Santa Maria in Organo l'anno successivo. Simultaneamente all'approdo della confraternita di San Giorgio in Alga venne eletto rettore Maffeo Contarini, successivamente patriarca di Venezia. Grazie a questa ricca congregazione fu possibile l'inizio dei lavori che portarono alla trasformazione del precedente edificio nell'attuale chiesa rinascimentale; un cantiere che venne completato intorno alla metà del XVII secolo.
Tradizionalmente, sulla base di una ricerca di archivio condotta dall'erudito veronese Giovanni Battista Biancolini, venne indicato il 1447 come data di inizio dei lavori del nuovo complesso rinascimentale. Tuttavia un documento indica che il 4 ottobre 1504 il vescovo di Famagosta e in passato vicario vescovile a Verona Mattia Ugoni pose: «primarium lapidem quadrangularem … in medio fundamento circuli capelle maioris fabricandae in ecclesia monasterij … manibus propriis astante populi multitudine».  Probabilmente alcuni lavori edilizi erano comunque già iniziati da alcuni anni e, infatti, il letterato Girolamo Murari dalla Corte racconta che la fabbrica fu attiva maggiormente tra il 1480 e il 1531. In ogni caso, il grande complesso conventuale risultava già esistente nel 1501 in quanto è ben riconoscibile nella tela Crocifissione realizzata in quell'anno da Michele da Verona e oggi conservata alla pinacoteca di Brera.
Non vi è certezza su chi avesse avuto l'incarico di architetto anche se in molti ritengono Francesco da Castello il nome più plausibile. Quasi certamente vi fu un significativo contributo a cantiere avanzato anche del celebre Michele Sanmicheli a cui si attribuisce con quasi assoluta certezza la realizzazione dello pseudo transetto (da alcuni autori semplicemente indicato come lo spazio antistante al presbiterio) e del progetto della cupola, terminata poi quest'ultima dal cugino Paolo. Per quanto riguarda la facciata è stato ipotizzato che sia il frutto di un'idea del pittore e architetto veronese Paolo Farinati.
Le date di completamente della chiesa si possono desumere da una lapide posta sopra la porta che collega il chiostro alla chiesa, dove sono riportate le date di consacrazione degli altari. Qui è infatti riportato che nel 1536 il vescovo di Verona Gian Matteo Giberti consacrò tre altari, poi successivamente rimossi, mentre sette anni più tardi il vescovo greco di Cheronea Dionisio benedì gli altri nove compreso quello maggiore. È quindi plausibile collocare la fine dei lavori della chiesa, seppur ancora priva di cupola, entro il 1536. Il presbiterio e la cupola vennero terminati, invece, prima del 1543. Il pavimento iniziò ad essere messo in posa a partire dal 1557, nello stesso anno in cui Sanmicheli concepiva l'idea del campanile, simile nell'impostazione di quello realizzato per il duomo. Venne poi iniziato alcuni anni più tardi da Bernardino Brugnoli, seppur mai completato.

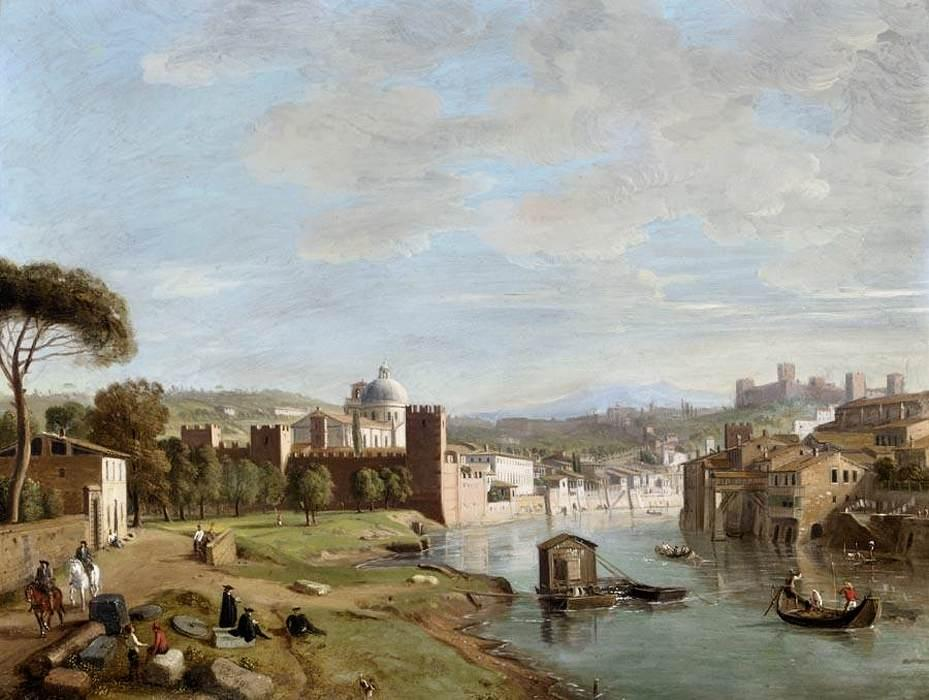
Come si presentava il complesso di San Giorgio in Braida a cavallo tra il XVII e il XVIII secolo, in un dipinto di Gaspar van Wittel.

Il 6 dicembre 1668, con il breve apostolico Agri Dominci curae, papa Clemente XI soppresse la congregazione di San Giorgio in Alga. Il Biancolini riporta che i beni rimasti furono messi in vendita all'asta pubblica affinché la Serenissima potesse finanziare la guerra di Candia intrapresa contro l'impero ottomano. Il complesso monasteriale venne dunque acquistato dalle monache di santa Maria in Reggio per la somma di 10.500 ducati. Durante la permanenza della monache venne portata a termine l'impresa edificatoria del complesso con la realizzazione della canonica, su progetto dell'architetto Luigi Trezza, e con il completamento della facciata. Furono, inoltre, restaurati l'organo a canne e compiuti altri lavori minori.

### Da Napoleone a oggi

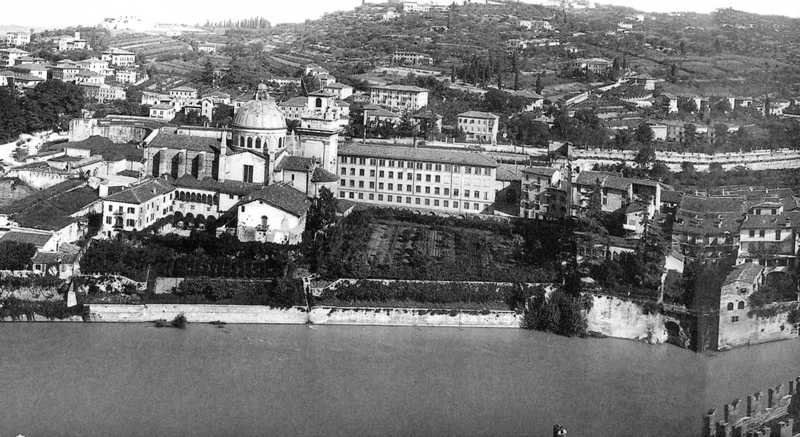
Il complesso fotografato dall'alto nel 1935.

Le monache rimasero a San Giorgio per quasi un secolo e mezzo, ovvero fino a quando Napoleone non fece sopprimere il convento. Anche la stessa parrocchia seguì, nel 1807, la stessa sorte diventando un oratorio dipendente da Santo Stefano. Nel 1837 durante la dominazione austriaca, gran parte del monastero, oramai abbandonato e pericolante, venne abbattuto anche per far posto alle nuove fortificazioni che andavano a cingere la città. In particolare, venne abbattuto il chiostro quattrocentesco (un braccio incastonato nel muro orientale ne conserva una testimonianza visibile) e il corpo rivolto verso l'Adige.
Il 2 marzo 1874, in seguito a una decisione della Santa Sede, San Giorgio in Braida tornò a funzionare come una parrocchia autonoma e il 28 ottobre dello stesso anno don Ferdinando Guella venne nominato primo parroco. Nel 1938 vennero eseguiti degli interventi di restauro sotto la supervisione di Alfredo Barbacci che portarono alla parziale ricostruzione del chiostro cinquecentesco.

## Descrizione

### Esterno

#### Facciata

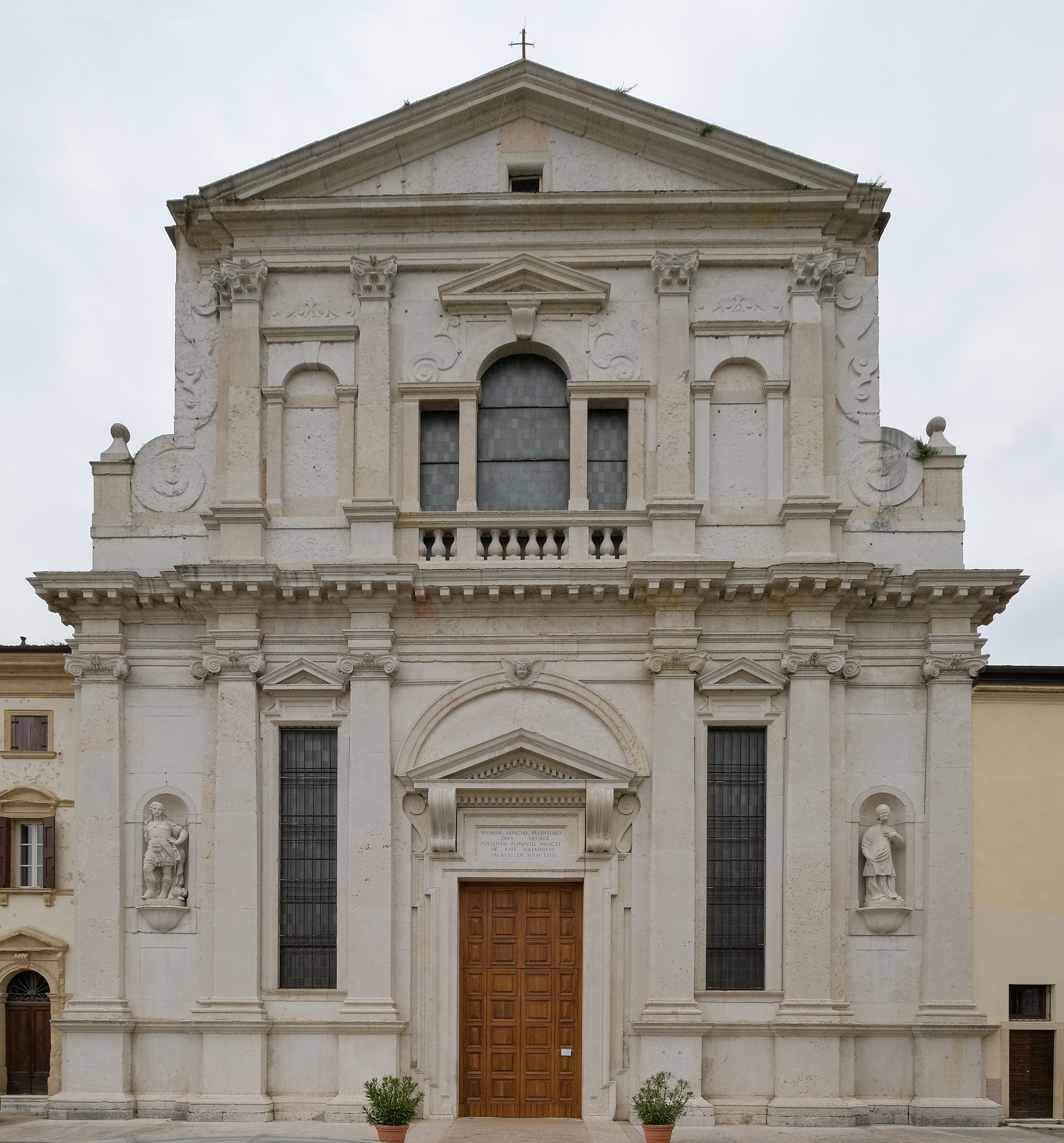
La facciata della chiesa.

La facciata è una delle ultime parti del complesso realizzate durante i lavori voluti dai canonici di San Giorgio in Alga. Non si conosce con certezza l'architetto, nel tempo sono stati fatti diversi nomi che vanno da Jacopo Sansovino a Vincenzo Scamozzi a Michele Sanmicheli. La maggior parte degli autori ipotizza che almeno l'impostazione generale sia attribuibile a Bernardino Brugnoli ma è altresì probabile un intervento successivo anche di Paolo Farinati, celebre pittore veronese talvolta impegnato anche come architetto.
Di aspetto prettamente rinascimentale con alcuni elementi di architettura barocca, può essere divisa in due ordini architettonici. Quello inferiore, risalente al XVI secolo, appare di maggior pregio ed è arricchito dalla presenza di pilastri di ordine ionico. L'ordine superiore è invece più tardo, probabilmente del secolo successivo, e tradisce un aspetto più grezzo; i pilastri che qui si trovano sono di ordine corinzio. Il materiale utilizzato è il marmo bianco a differenza del resto della chiesa che è quasi interamente in cotto. Due nicchie laterali ospitano le statue di San Giorgio e di San Lorenzo Giustiniani e furono qui poste per volere di tale suor Maria Scolastica, come attestato sul piedistallo.
Sopra il portale, all'interno di un'arcata cieca, vi è un'iscrizione di dedica dell'edificio che recita: «Numini Sancto propitiato / divi Georgii / pollenti potenti invicti / pie rite solemnitus / sacrum dicatum esto», che tradotto significa: «al Patrocinio Santo e reso propizio di S. Giorgio potente ed invitto con pio rito solenne sia sacro e dedicato questo Tempio».

#### Cupola

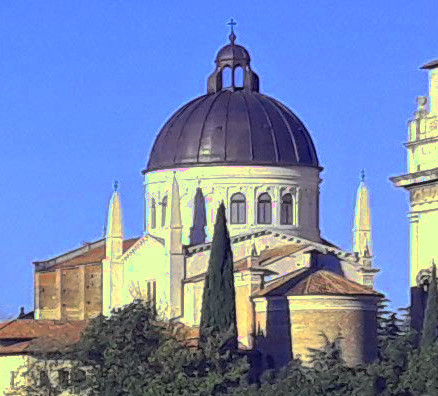
La cupola sanmicheliana.

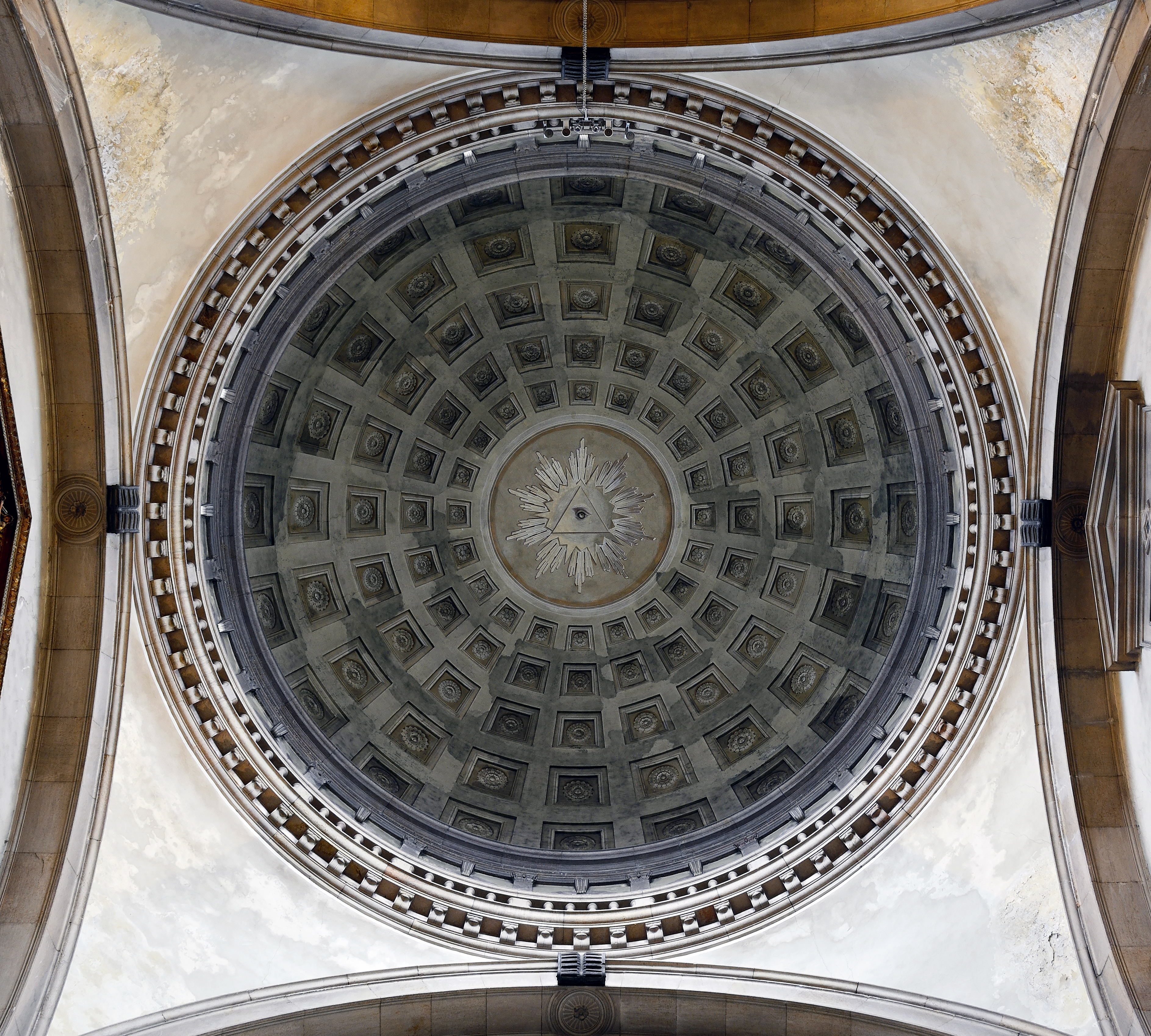
L'intradosso della cupola.

I lavori per la copertura della chiesa di San Giorgio in Braida vennero terminati con la realizzazione, avvenuta nella prima metà del XVI secolo, di un'imponente cupola progettata dall'architetto veronese Michele Sanmicheli. Il suo stile richiama il coevo gusto architettonico romano ben noto al Sanmicheli che aveva avuto modo di lavorare sotto la direzione di Antonio da Sangallo il Giovane. Il richiamo allo stile della Città Eterna si mescola con i canoni dell'architettura veneta come ben dimostrato dalla scelta di realizzare la calotta mediante il ricorso a lamine di piombo posate su una struttura lignea e sormontata da una lanterna, soluzioni adottate anche nelle cupole di Andrea Palladio e in quella della chiesa di Madonna di Campagna dello stesso Sanmicheli.
La cupola di San Giorgio conta un diametro di 14 metri mentre il suo occhio è posto ad un'altezza di 34 metri dal pavimento. Poggia su un tamburo forte di muri composti da due strati di mattoni laterizi ed ulteriormente alleggerito dalla presenza di trifore che si aprono verso l'esterno e disposte in modo da ricevere la luce per tutte le ore diurne. La calotta è realizzata utilizzando un unico strato di mattoni. La trabeazione, essenziale nell'aspetto, richiama lo stile utilizzato per il catino absidale. il manufatto termina con una copertura in piombo terminata nel 1604 dopo aver necessitato di diverse ricostruzioni. La conclusione dei lavori è ricordata da un'iscrizione incisa sul tabernacolo che riporta: «DIE XXVI OCTOB. FUIT FINITA / ANNO D.NI MDCIV». Si suppone che la copertura fosse originariamente aperta, probabilmente al fine di far entrare la luce esterna.
Il 22 aprile 1776 la sommità della cupola venne seriamente compromessa da un fulmine che la colpì provocandole un danno a cui comunque si pose prontamente rimedio come testimoniato in un'iscrizione posta sulla balaustra interna che recita: «RESTAURAVIT ANO D. 1776».

#### Campanile

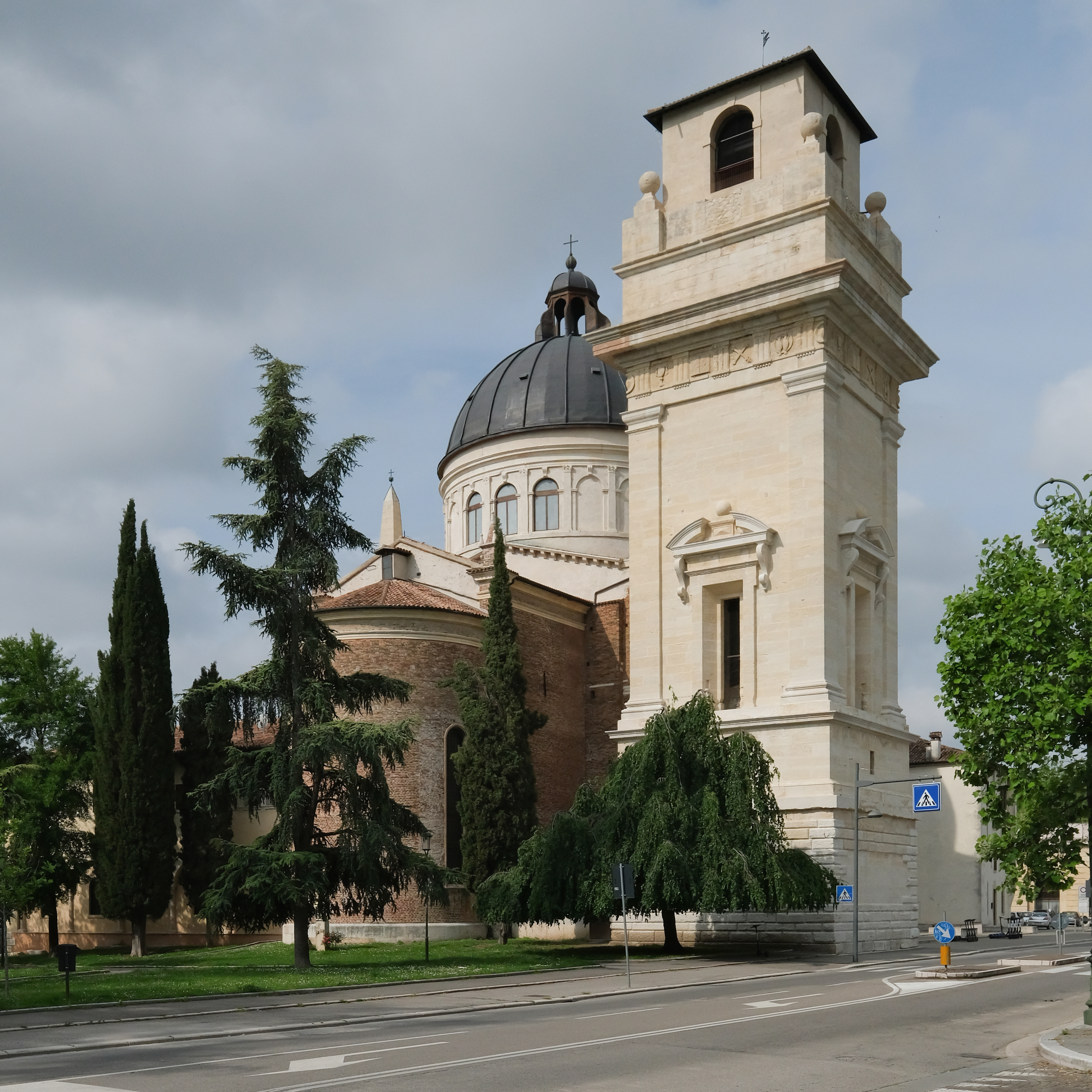
Il campanile rinascimentale incompiuto.

La tradizione vuole che la progettazione del campanile sia attribuita all'architetto veronese Michele Sanmicheli, tuttavia il suo ideatore e costruttore è da identificare in un suo parente e discepolo: Bernardino Brugnoli. L'opera è rimasta incompiuta ma osservando le dimensioni di ciò che venne comunque ultimato, ovvero la base e il primo ordine, si può stimare quanto ambizioso fosse il progetto originario e l'altezza che si intendeva raggiungere. Sono state fatte diverse congetture sul perché i lavori non furono mai portati a termine; è stato suggerito che non si intendesse superare per altezza la Torre dei Lamberti, posta poco più in là nel centro cittadino, oppure per motivi militari o forse per la semplice mancanza di sufficienti risorse economiche. Più volte vennero presi in considerazioni progetti per il suo completamento, ma nessuno raggiunse la fase esecutiva.
Il manufatto è realizzato in tufo con una base in pietre sbozzate. Il primo piano, che costituisce anche il primo ordine architettonico, è l'unico completato secondo le intenzioni originarie del progettista ed è caratterizzato dalla presenza di una grande finestra a feritoia per lato in stile barocheggiante. Ai lati delle facciate delle lesene di ordine ionico terminano in un ricco fregio in cui si ripetono scolpiti alcuni simboli liturgici: un calice, un messale aperto, una croce astile e due ampolle. Il secondo ordine venne appena abbozzato e successivamente completato grossolanamente con la costruzione in cotto della cella campanaria a cui si acceda da una comoda scala interna.
La cella ospita sei campane in scala musicale di Sol3 calante. Vennero fuse dal celebre fonditore Giuseppe Ruffini nel 1776, mentre la minore venne aggiunta dal fonditore Chiappani a metà del XIX secolo. Il complesso campanario non solo è noto negli ambienti storici e scientifici per il pregio artistico decorativo e per la bellezza del suono, ma anche per avere dato i natali alla tecnica di suono manuale dei concerti di Campane alla veronese tutt'oggi praticata anche in questo campanile. Originariamente il campanile era raggiungibile dalla sagrestia attraverso un sotterraneo passante sotto l'altare maggiore che venne poi chiuso in occasione del restauro novecentesco.

#### Palazzetto dell'ex canonica

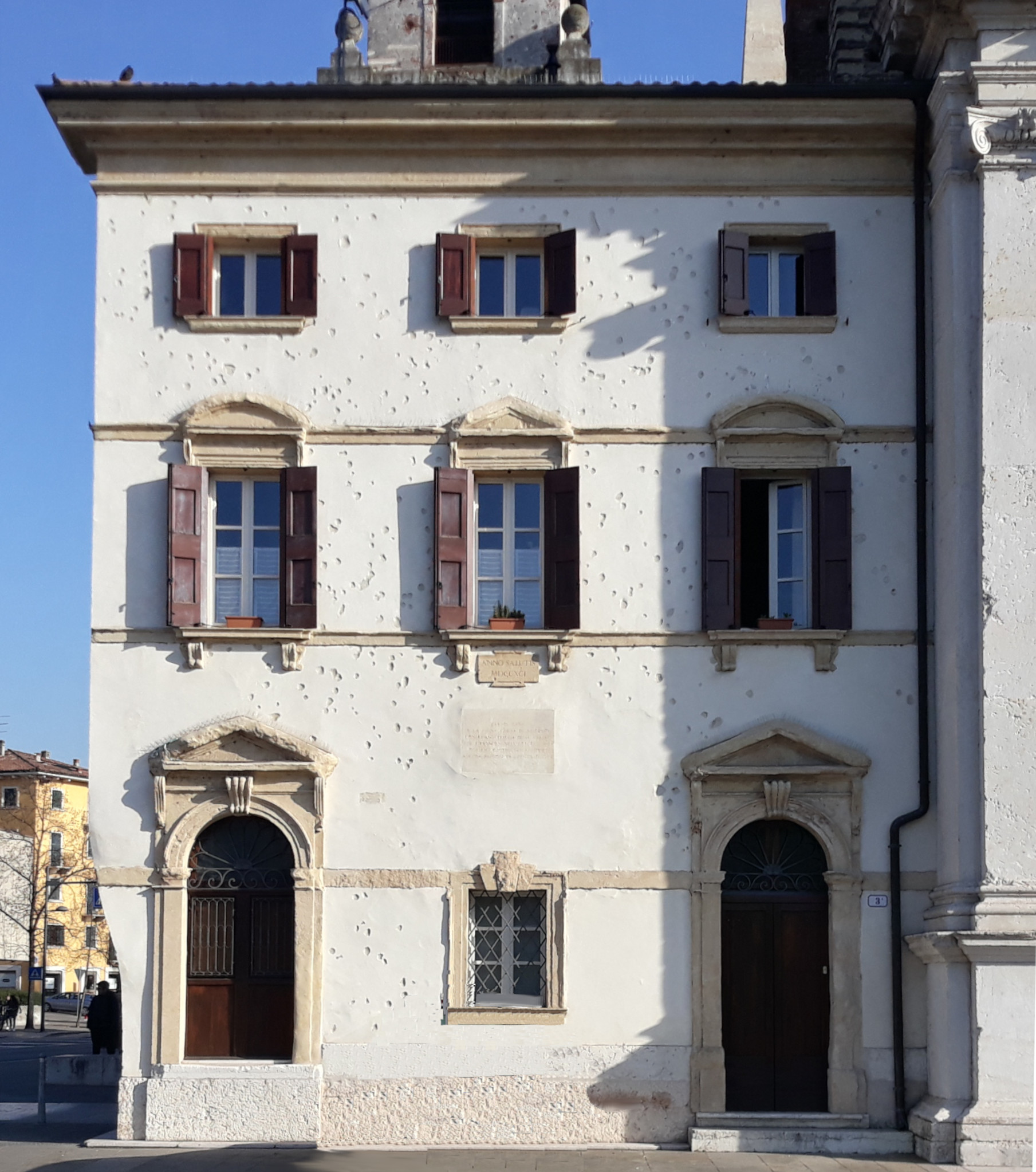
Palazzetto realizzato da Luigi Trezza di fianco alla chiesa. Si notino sull'intonaco i segni dello scontro tra francesi e austriaci avvenuto nell'ottobre 1805.

Durante la permanenza delle suore di Santa Maria di Reggio nel complesso, venne commissionato all'architetto veronese Luigi Trezza la costruzione di un edificio che avrebbe ospitato la canonica. I lavori per la sua realizzazione vennero portati a termine nel 1792 con l'inaugurazione di un palazzetto di tre piani posto all'immediata sinistra della chiesa e congiungente con la sua facciata. Il piano terra, leggermente più sopraelevato rispetto alla piazza si apre su di essa grazie a due portali arricchiti da un volto a tutto sesto a cui è sovrapposto un timpano triangolare. Il piano nobile è dotato di tre finestre, anch'esse sovrapposte da tre timpani, triangolare quello centrale e leggermente arcuati quelli laterali. Sia i timpani che i davanzali di questo piano sono congiunti tra di loro grazie a dei marcapiani. Tutte le cornici delle finestre sono state realizzate in tufo estratto dalle vicine cave di Avesa.
L'intonaco della facciata che guarda verso la piazza presenta diversi buchi dovuti a colpi di proiettili che qui vennero sparati durante uno scontro tra alcuni soldati francesi e austriaci avvenuto nell'ottobre del 1805, quando Verona risultava divisa tra le due potenze a seguito del Trattato di Lunéville. Una lapide posta in centro ricorda il fatto.

#### Chiostro

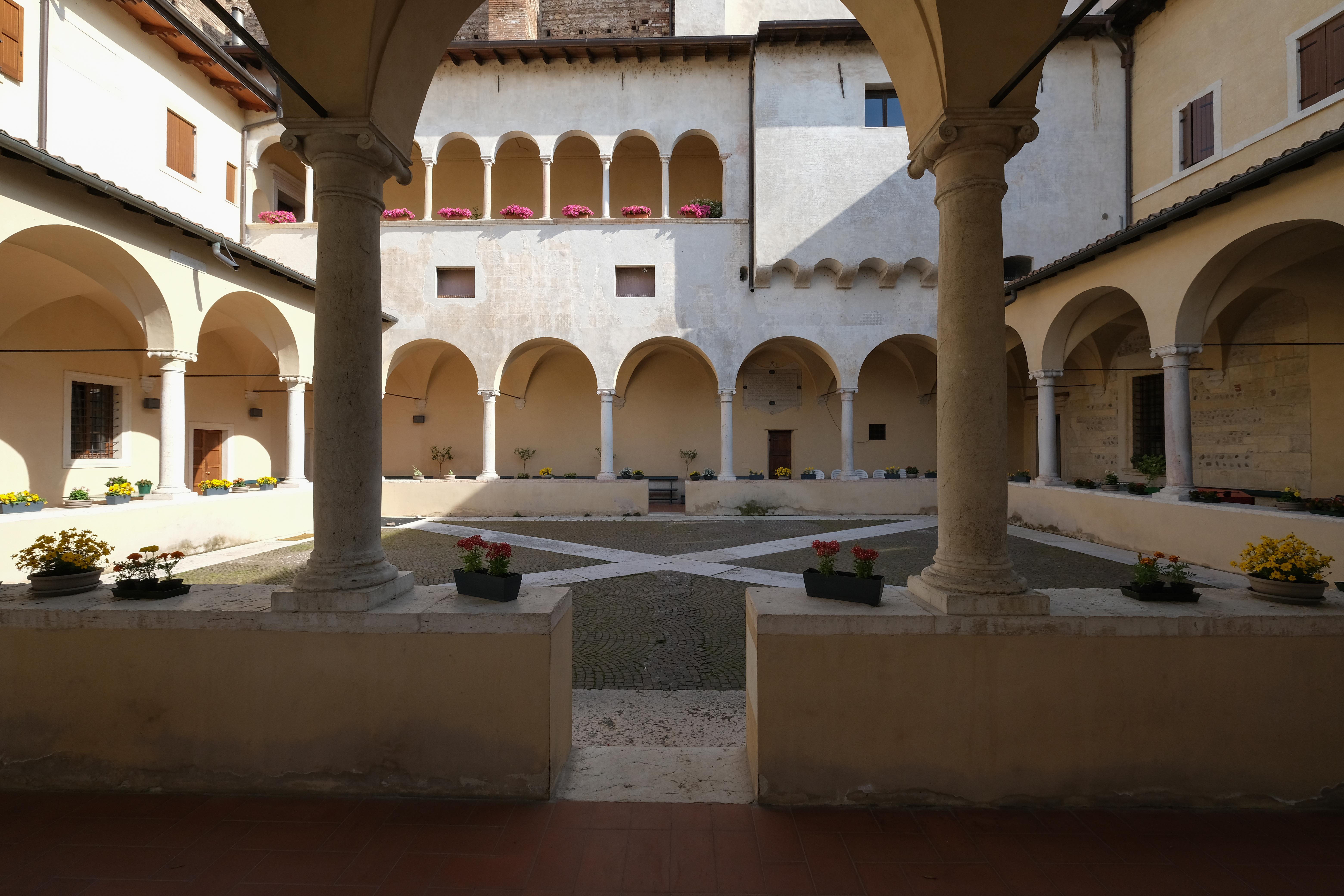
Chiostro cinquecentesco, si noti la loggia dorica sul lato settentrionale.

Se del chiostro quattrocentesco rimane flebile traccia solo di un braccio oramai incastonato nel muro orientale, quello realizzato nel secolo successivo è giunto fino ad oggi, seppur con alcune manomissioni subite nel tempo. Quello che oggi si può vedere venne costruito nei primi anni del XVI secolo dai canonici di San Giorgio in Alga in occasione della riedificazioni rinascimentale del complesso, sul lato meridionale della chiesa. Il chiostro, di forma rettangolare, è composto da un ordine di colonne ioniche realizzate in calcare bianco veronese che sul lato nord viene sormontato da un ulteriore ordine, questa volta con colonne doriche, che costituisce un loggiato. Le pareti sono realizzate in mattoni intonacati che sorreggono, insieme alle colonne, un tetto a crociera.
Sopra la porta che dal chiostro porta all'interno della chiesa vi è un'iscrizione che ricorda la consacrazione degli altari interni, una fondamentale testimonianza per le vicende finali della costruzione dell'edificio religioso:

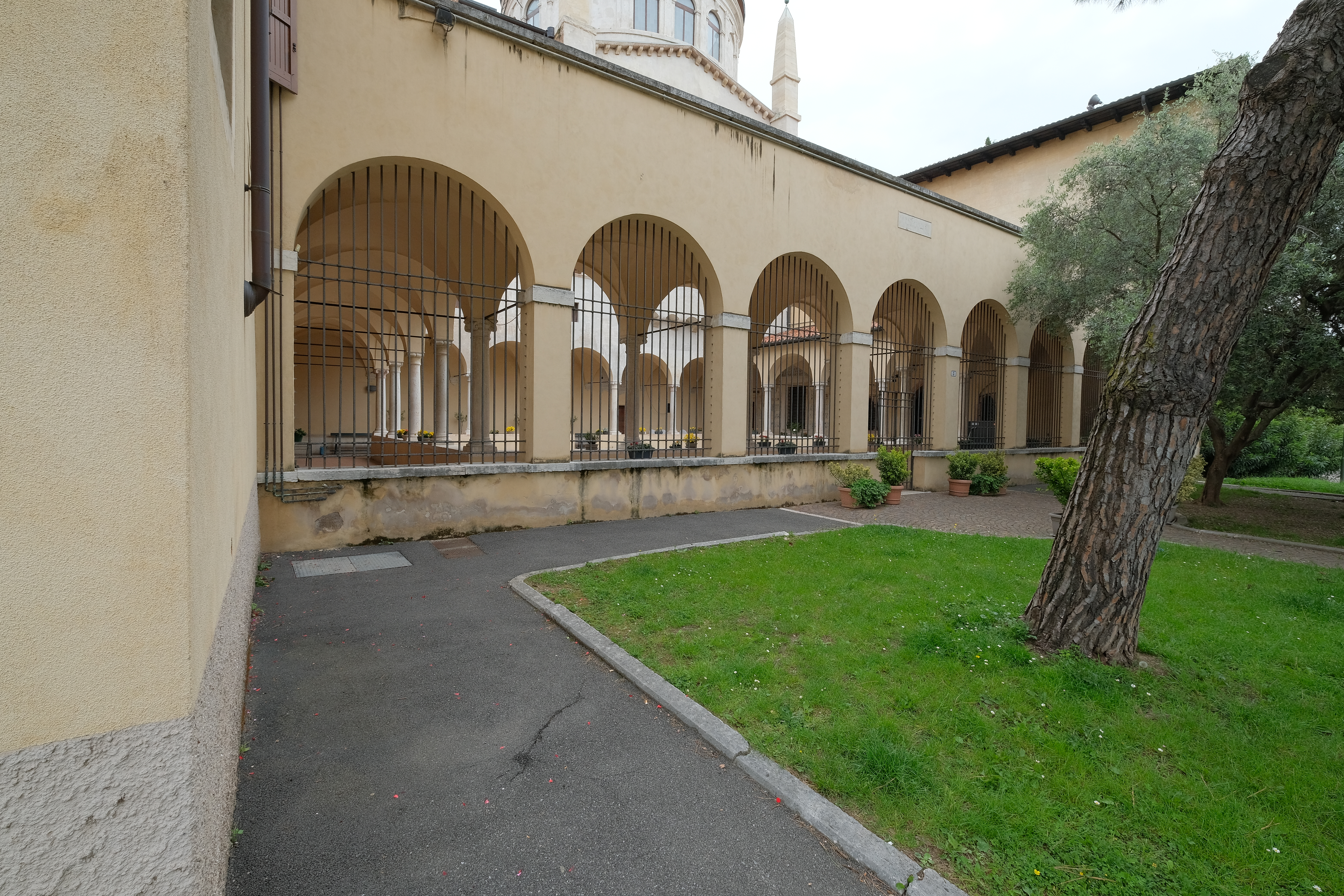
Il chiostro visto da meridione.

AD DEI OPT. MAX. GLORIAM EIVSQ. MARTY / 
GEOR. ÆDE HANC / 
ALTARIAQ. III E QVIB. DVO POSTEA / 
LOCIS AMOTA FVERE / 
RELIQVVM TITVLO MICH. GAB. RAPH. / 
C(OE)TEROR. Q. ANG. JO. / 
MATH. GIB. EPS. VERON. ALIA IX SEPTENNIO / 
POST DIONYS. / 
GAÆC. CHIRON. ET MILOPOT. ANTISTES / 
MAXIMUM EIUSD. / 
VIRG. ET MARTY CÆCILIE CHA. (AG.) AGN. / 
ET LVCIÆ II BEAT. LAVR. / 
PROTOPATR. VENET. ZEN. SYL. MART. / 
PONT. III SANCTISS. / 
TRINIT. SEB. Q. ET RONCHI III LAV. STEPH.  / 
VINC. ET CHRISTOPH. / 
MARTY V VRSVLÆ ET SOC. PRID. CAL. AVG. / 
ET MOX IIII / 
NO. HÆC E RELIGIONE OMN. APOST. INDE / 
ANT. BENED. MAV. ET / 
BERN. ABB. POSTREM. MARIÆ MAGD. / 
MARTHÆ FRATR. Q. / 
LAZ. PRÆSVLES AMBO PIIS. CONSECRARVNT / 
ANSELMO CANERIO VERON PRIORE MERITISS.»
All'altezza dell'ultima arcata del lato settentrionale, vi è un'ulteriore interessante iscrizione:
LECTOR HABES INTUERE / 
INTERVALLUQ. MENTE CONCIPIAS / 
IN QUO CADAVERU OSSA / 
E CAPITULI SEPULCHRIS USQUEQUAQ / 
REPLENTIS / 
HUC TRANSLATA ANNO D.NI MDCXXXXVI / 
INFERIUS HUMATA IACENT / 
REQUIEM ILLIS PRECATOR ÆTERNAM /»
che ricorda come qui furono radunati i sepolcri precedenti dei vari monaci del convento. Sul lato orientale del chiostro vi è un portale un alcune bifore, la cui realizzazione è da collocarsi probabilmente nel XIV secolo all'epoca dei monaci agostiniani, che si aprono sull'aula canonicale.

### Interno

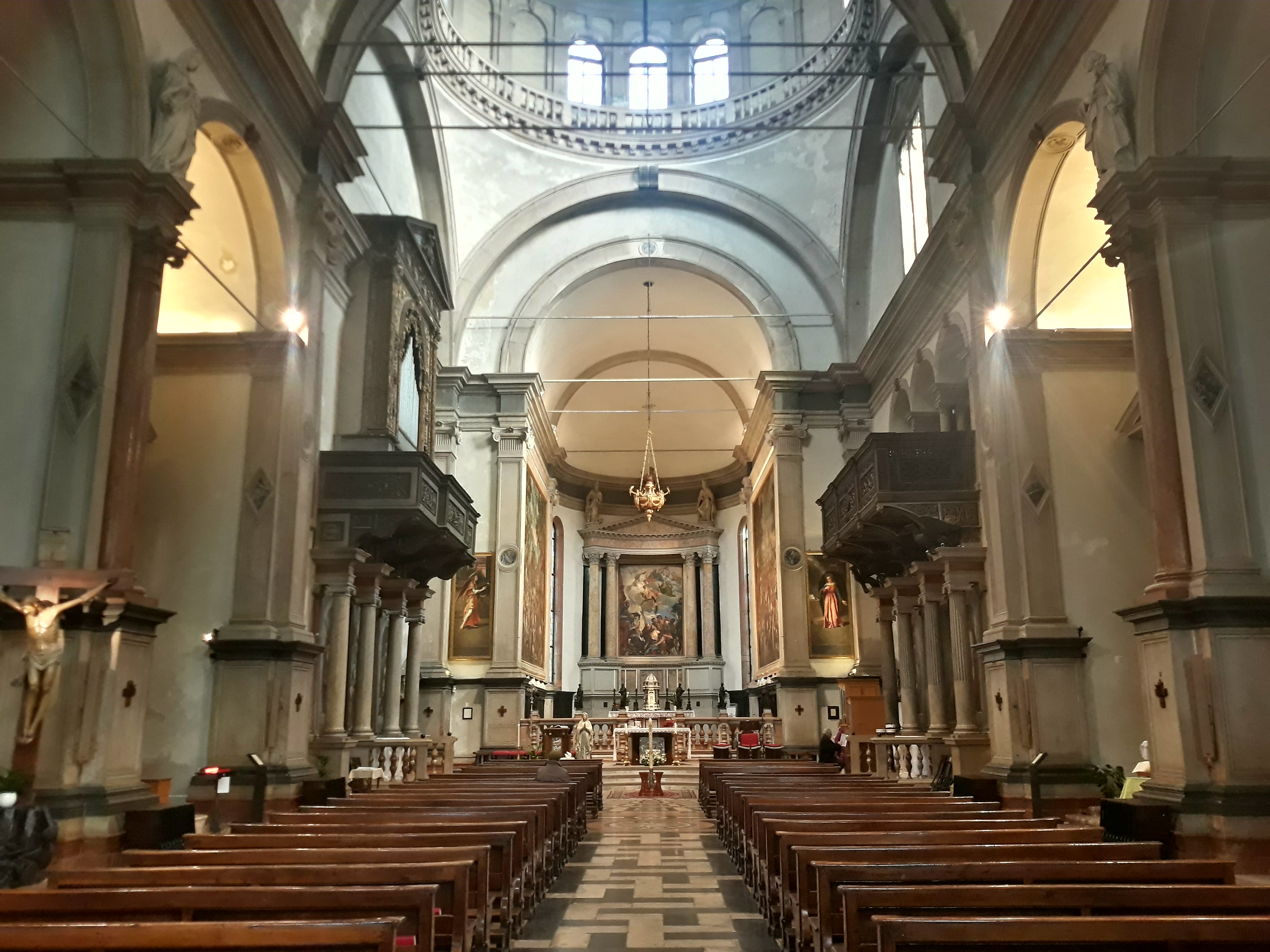
L'aula della chiesa.

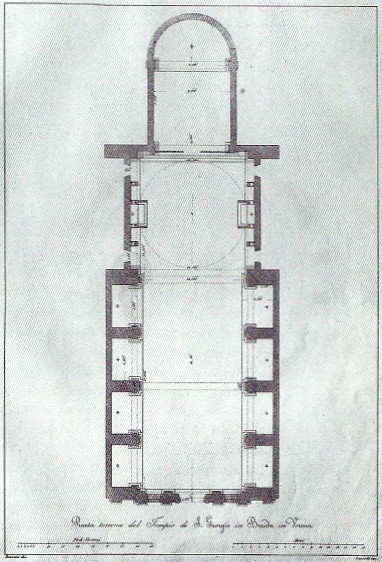
Pianta della chiesa disegnata da Francesco Ronzani e Girolamo Luciolli.

Gli spazi interni, completati tra il 1536 e il 1543, si presentano organizzati in un'unica navata con quattro cappelle per ogni lato maggiore del piedicroce. La navata termina in un'abside, in cui è contenuto il presbiterio, a cui si accede attraversando uno spazio che ricorda un transetto appena abbozzato (per alcuni autori definito pseudo-transetto). L'interno così suddiviso, in puro stile rinascimentale caratterizzato da sporgenze e rientranze, non riesce a «comunicare quella mistica suggestione delle esperienze romaniche e gotiche, avvertendo che la storia ha abbandonato il teocentrismo medioevale per inoltrarsi nell'era umanistica».
Numerose e importanti opere d'arte sono qui custodite. Sopra la porta di accesso alla navata si trova un dipinto del Tintoretto raffigurante il Battesimo di Cristo. Un'opera del Veronese, Martirio di San Giorgio è appesa all'opposto nel catino absidale. Nel presbiterio, accanto al lavoro del Veronese, vi sono due grandi tele: una del Farinati, la Moltiplicazione dei pani e dei pesci, e l'altra di Brusasorzi, La manna nel deserto. All'altare sotto la cantoria è invece conservata la Madonna col Bambino in gloria con le sante Caterina, Lucia, Cecilia, Barbara e Agnese del Moretto.

#### Cappelle laterali
In entrambi i lati maggiori della chiesa lungo il piedicroce si aprono delle cappelle, 4 a destra e 4 a sinistra, quest'ultime leggermente più profonde. Ognuna di esse ospita un altare in marmo bianco, tutti consacrati nel 1443 dal vescovo greco di Cheronea Dionisio fatta eccezione per il quarto a destra consacrato sette anni prima dal vescovo veronese Gian Matteo Giberti. Gli alzati degli altari sono tutti realizzati in legno.

##### I cappella a sinistra

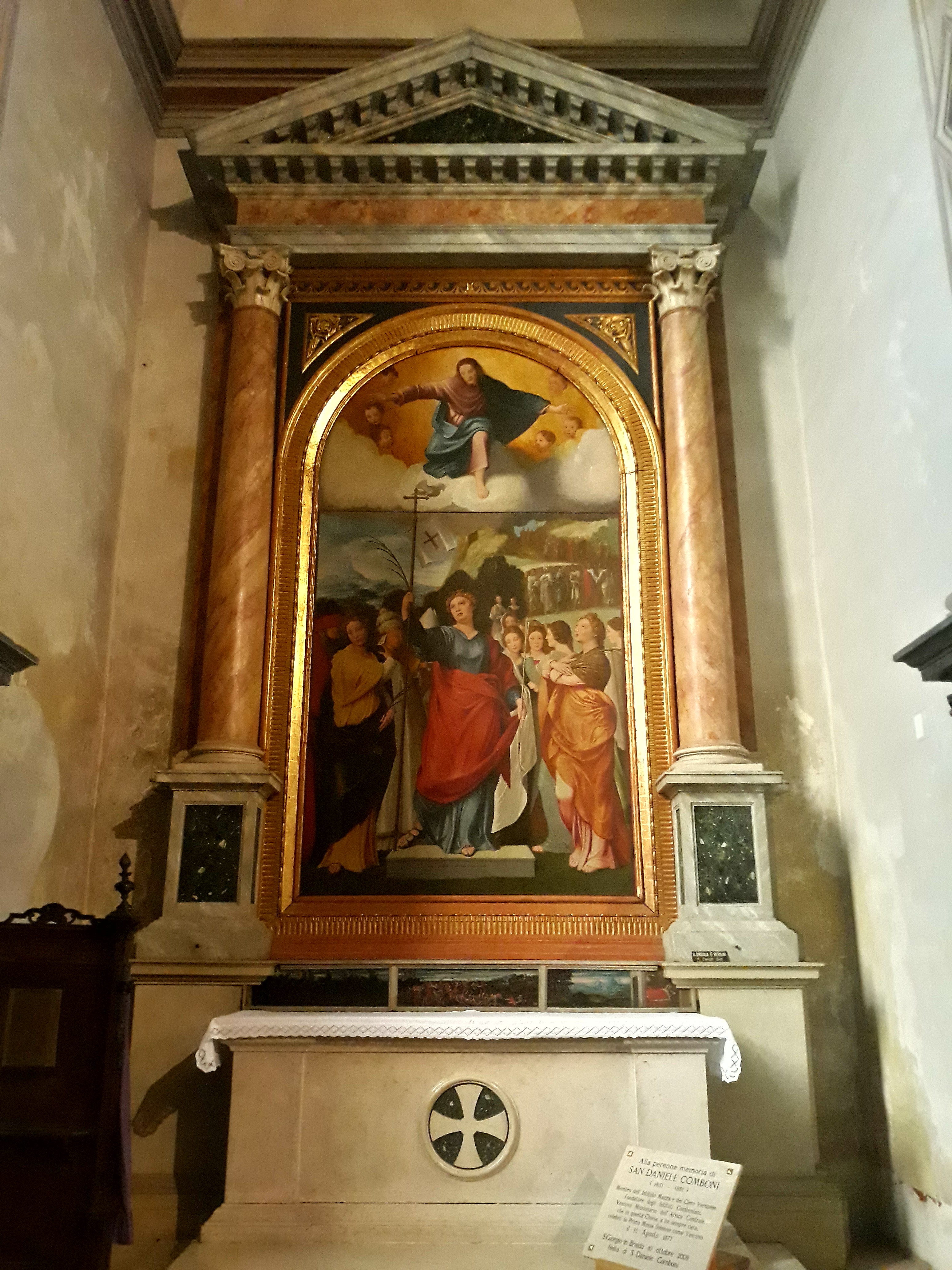
Sant'Orsola e le undicimila vergini, di Giovan Francesco Caroto, prima cappella di sinistra.

La cappella è dedicata a Sant'Orsola come lo è la pala d'altare qui collocata, Sant'Orsola e le undicimila vergini,  dipinta (olio su tela) dal pittore veronese Giovan Francesco Caroto nel 1545, nel pieno della sua maturità artistica, secondo quanto riportato sull'iscrizione: «FRANCISCUS-CAROTUS P.A.A. MDXXXXV». Nella predella vi sono degli schizzi che sembrano voler rappresentare tre episodi della vita della santa; l'autore è ignoto ma si può ipotizzare che furono abbozzati dallo stesso Caroto e mai completati. Ai piedi dell'altare, in marmo bianco con alzato in legno, vi è la tomba del sacerdote M. Antonio Lerchi ricordata dalla seguente iscrizione: «OSSA / R.DI DNI. MARCI LERCHI SACERDOTI / HIC POSITA / ANNO 1692».

##### II cappella a sinistra
Dedicata ai santi martiri Stefano, Vincenzo e Cristoforo, racchiude una tela Martirio di San Lorenzo realizzata da Sigismondo de Stefani che ha chiaramente tratto ispirazione dalla vicina tela Martirio di San Giorgio di Paolo Veronese. La complessa composizione si incentra sulla figura del Cristo attorniato di santissimi Stefano e Vincenzo e dai simboli dei quattro evangelisti con ognuno un libro aperto sull'incipit di ciascun vangelo. La tela è firmata e datata «SIGISMUNDUS DE STEPHANIS / VER. PINXIT MDLXIII». Nella predella, dello stesso autore Il martirio di Santo Stefano, San Cristoforo che attraversa il fiume e Il martirio di San Vincenzo. La cappella, inoltre, ospita la tomba di Cristoforo Nina come ricorda l'iscrizione: «1725 16 GIUGNO / QUI GIACE IL NOB, SIG. CRISTOFORO NINA / CAVAL. COL. DE CIMARIOTI / XRISOPHORO VIVO».

##### III cappella a sinistra

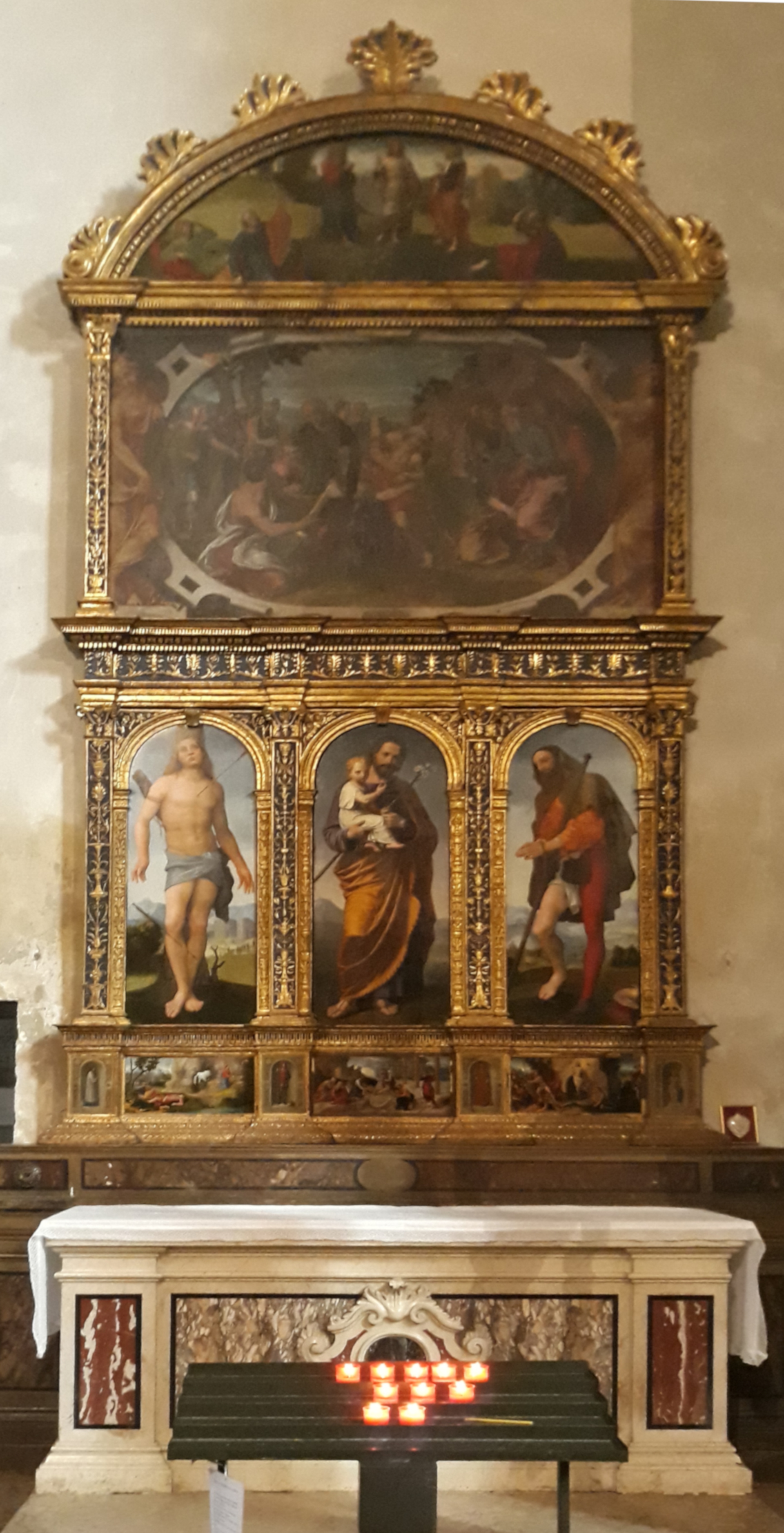
Altare con polittico di San Giorgio in Braida.

La cappella è dedicata alla Santissima Trinità e ai santi Rocco e Sebastiano. L'altare, detto di San Giuseppe, è sormontato dal Polittico di San Giorgio in Braida di più autori. Del trittico centrale sono di Giovan Francesco Caroto il San Sebastiano (sulla sinistra) e il San Rocco (a destra), mentre il San Giuseppe al centro è di Angelo Recchia che ha sostituito nel 1882 l'originario Portacroce di autore ignoto (forse anch'esso di Caroto). La predella inferiore è anch'essa del Caroto e raffigura alcune scene evangeliche, Orazione nell'orto, Deposizione e Resurrezione, come è di Giovan Francesco anche la lunetta superiore. Negli sfondi rappresentati nei dipinti sono riconoscibili con certezza paesaggi veronesi, come era consuetudine nei lavori ascrivibili alla scuola veronese di pittura. Sotto la lunetta vi è un dipinto, collocabile intorno 1553, di Domenico Brusasorci dove viene rappresentato l'episodio di una non avvenuta liberazione di un ossesso raccontato negli Atti degli Apostoli. Ai lati dell'ovale sono collocate due cariatidi, a terra un'iscrizione che ricorda la presenza di spoglie mortali qui deposte: «MARGARITA DE FERRARYS / DEP [...] TA IDIB. APRIL. 1686 / REQUIESCIT / ESPECTANS RESURECTIONEM MORTUORUM».
Da una piccola porta posta a sinistra del polittico si giunge all'oratorio del Cristo dove, dal XIX secolo, conserva un affresco che la tradizione vuole eseguito da un soldato e numerosi ex voto.

##### IV cappella di sinistra
L'altare venne inizialmente consacrato nel 1536 dal vescovo Giberti per poi essere rifatto in pietra e consacrato nuovamente da Dionisio sette anni più tardi. Sopra all'altare, la cappella è impreziosita dalla presenza di una tela realizzata da Girolamo dai Libri nel 1526, come recita l'iscrizione: «A.D. MDXXVI MEN. MAR. XXVIIII / HIERONIMUS A LIBRIS PINXIT». In quest'opera, conosciuta come Madonna della cintura, dai Libri raffigura la Vergine con a lato i santi titolari della cappella: San Zeno e San Lorenzo a cui si aggiungono una moltitudine di angeli posti sotto il trono.
Nella lunetta, un'opera di Domenico Brusasorzi, raffigurante l'Eterno Padre, aggiunta successivamente all'opera del dai Libri, probabilmente tra le due consacrazioni dell'altare.

##### I cappella di destra

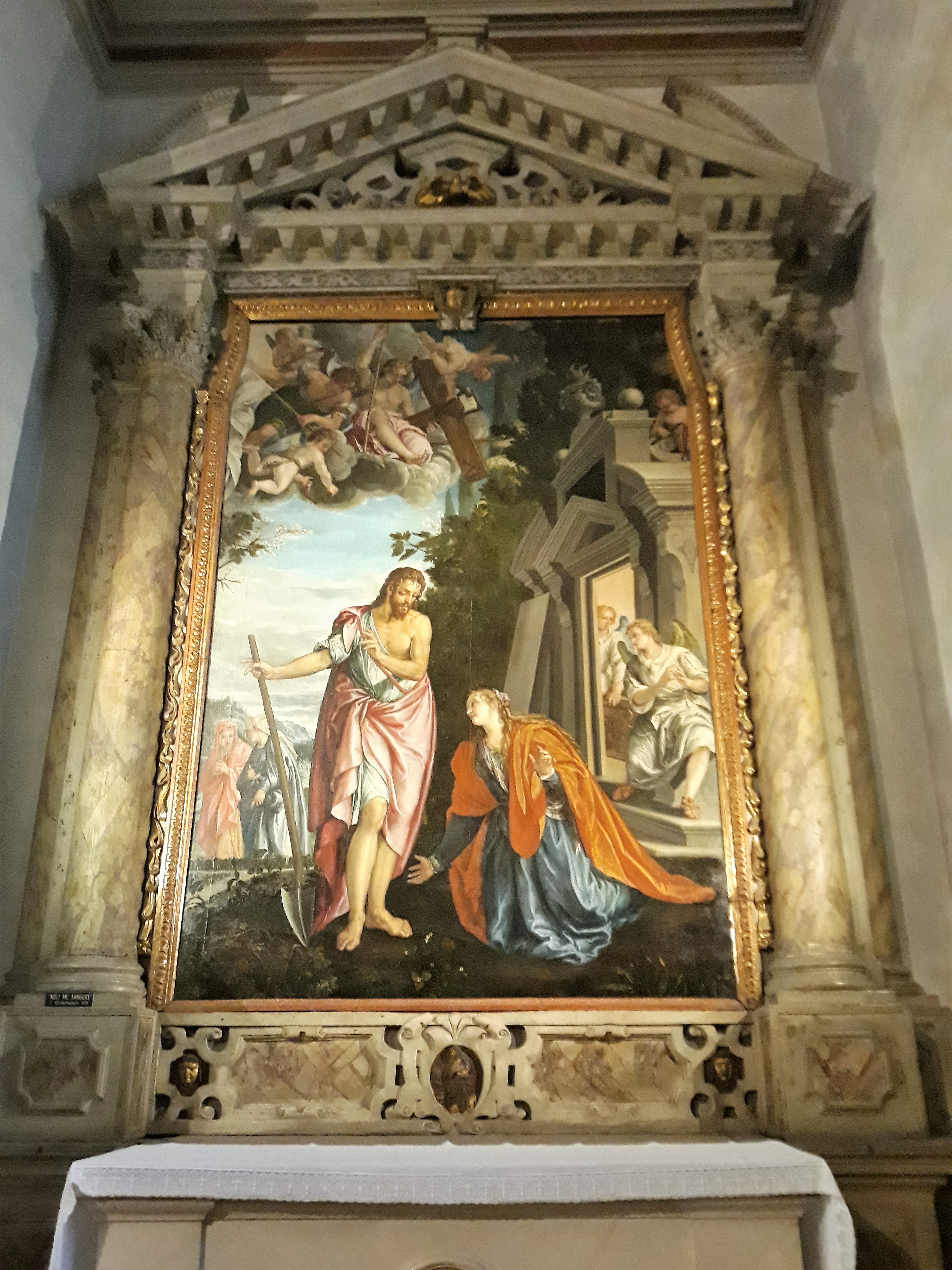
Francesco Montemezzano, Noli me tangere, prima cappella di destra.

L'altare della prima cappella di destra, consacrato il 10 agosto 1543, fu originalmente quello degli spaziale ed era dedicato a Maria Maddalena, Marta e San Lazzaro. Sopra vi è una pala d'altare che tradizionalmente viene attribuita ad un allievo di Paolo Veronese, Francesco Montemezzano, che lo realizzò nel 1580 e che rappresenterà l'unico incarico di rilievo che avrà nella città. Nella tavola, chiamata Noli me tangere, viene rappresentata la Maddalena nell'orto a cui appare Cristo Risorto. Rinchiusa nel timpano, una rappresentazione in forma di colomba dello Spirito Santo in stile barocco. Ai piedi della cappella vi è un sepolcro ove dalla fine del XVIII secolo riposa il parroco Mazzi, la sua presenza è ricordata dalla iscrizione: «GIUSEPPE MAZZI PARROCO / MORTO IL 26 NOVEMBRE 1788».

##### II cappella di destra

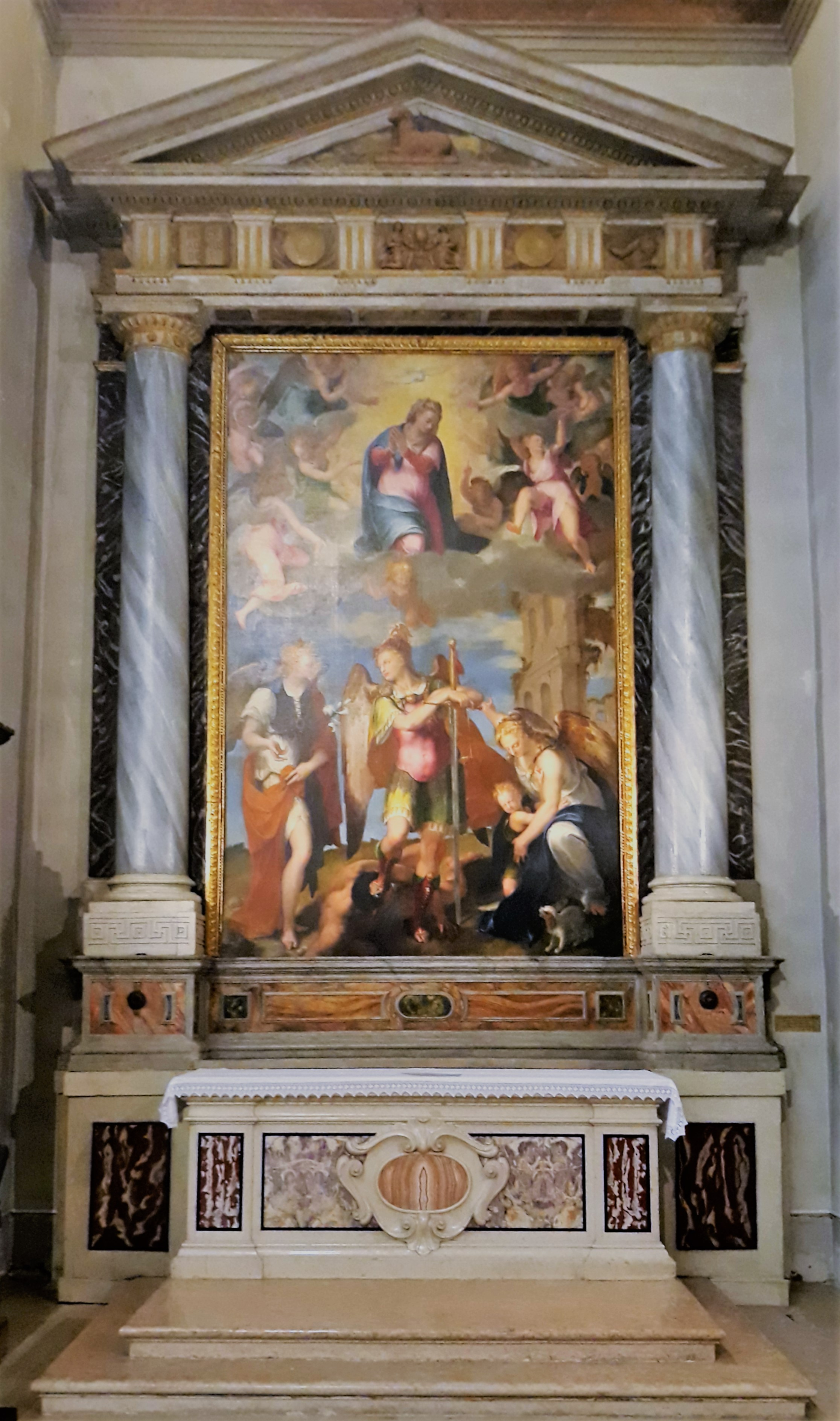
Quarta cappella di destra con la tela Tre Arcangeli e la Madonna in Gloria.

La tradizione vuole che la dedicata dell'altare della seconda cappella di destra sia conseguente ad un voto. In ogni caso, la titolarità spetta ai SS. Antonio, Benedetto, Mauro, Bernardo. La realizzazione della tela che adorna la cappella venne affidata a Pasquale Ottino, allievo del Brusasorzi, che rappresenta una Assunta e Santi Benedettini che, nella critica di Annamaria Calcagni Conforti, «oggetto di un particolare consenso […], di essa si è occupata una folta storiografia antica a cui non è sfuggita né la componente emiliana, né la particolare qualità del colore». L'altare potrebbe essere opera di Bernardino Brugnoli. Il timpano racchiude una raffigurazione di un agnello mentre nel fregio si riscontrano simboli eucaristici che ricordano quelli che si trovano sul primo ordine del campanile. A terra un'iscrizione sepolcrale: «GIO BAPTA FRANCO PARROCO / MORI DI ANNI 60 IL 1 AGOTO 1803 / QUI GICE».

##### III cappella di destra
L'altare della cappella è dedicato agli Apostoli. La pala d'altare, assai rovinata in alcune zone, raffigura una Discesa dello Spirito Santo e venne dipinta da Domenico Robusti, figlio di Tintoretto, in cui esprime il meglio del manierismo ereditato dal padre. In basso, l'altare è impreziosito da uno stucco raffigurante San Giorgio. A terra si può leggere la seguente iscrizione: «QUI VIXIT LXXXVII IN CURA ANIMARUM / DILIGENTI XXXV / HIC IACET IOANNE BAPTA MAROGNA / OB. 17 MAJ 1736».

##### IV cappella di destra
L'altare di questa cappella, dedicato ai santi Michele, Raffaele, Gabriele e agli Angeli, è l'unico rimasto nella chiesa tra i re che vennero consacrati nel 1536 dal vescovo veronese Gian Matteo Giberti e poi rimossi dalla chiesa. La pala d'altare che adorna la cappella, raffigurante Tre Arcangeli e la Madonna in Gloria, venne realizzato, probabilmente, sotto la supervisione di Jacopo Ligozzi dal pittore locale Felice Brusasorzi poco il suo soggiorno in Toscana. Il letterato veronese Scipione Maffei ebbe parole di elogio per questa tela, asserendo «che non furono fatti mai, ne si possono, Angeli che più paian Angeli». Ai piedi dell'altare si può leggere l'iscrizione sepolcrale: «JO BAPTÆ COLLINI / SACER. CIVIT. VER. / CINERARIUM / OB. 26 LULY 1734».

#### Oratorio del Cristo

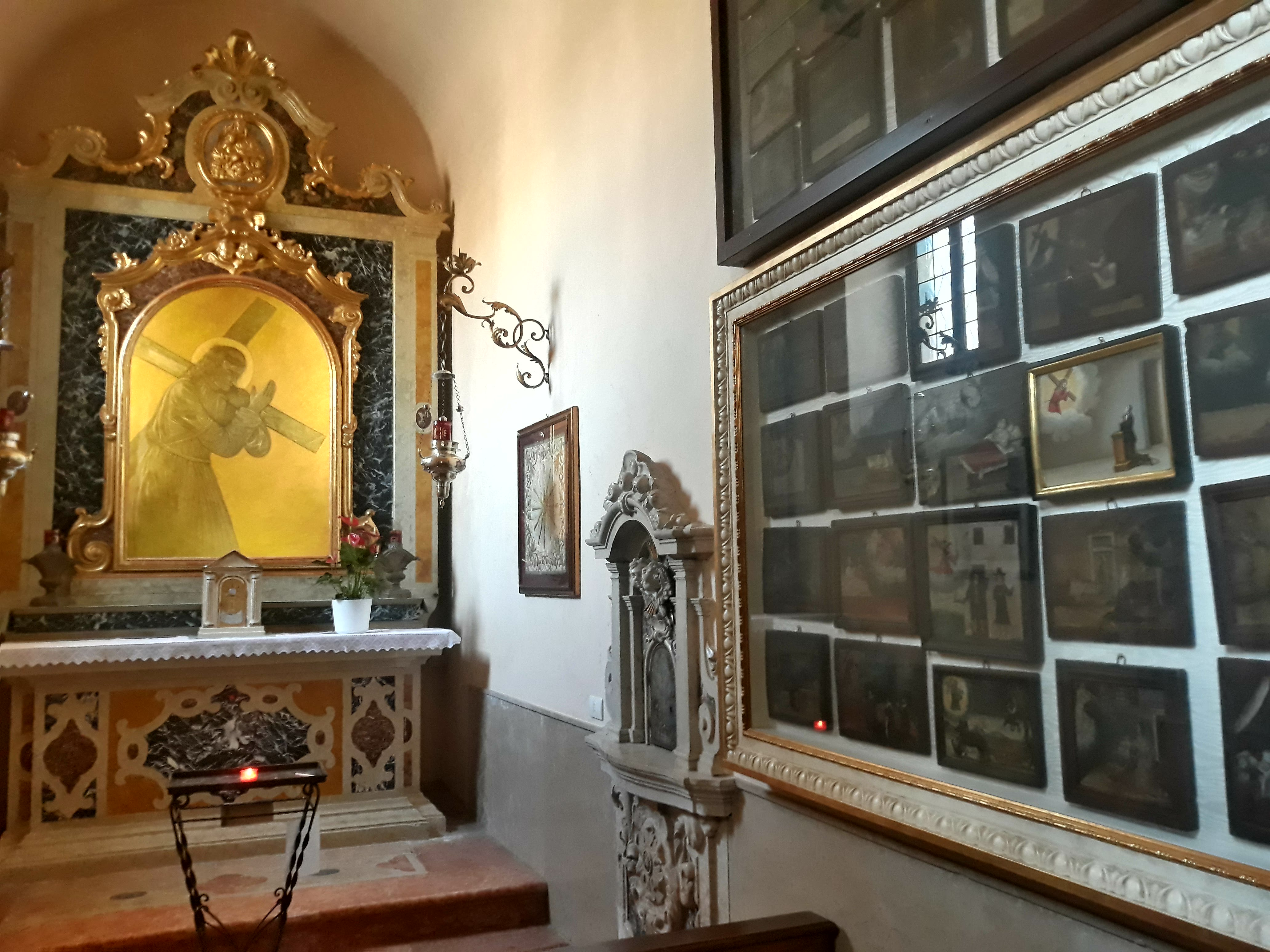
Oratorio del Cristo, si vedono in fondo il Cristo portacroce e parte dei numerosi ex voto sulla destra.

Questo piccolo oratorio venne realizzato nell'ottocento nella parete sinistra della chiesa; vi si accede da un piccolo passaggio posto all'interno della terza cappella di sinistra, di fianco al polittico. Qui è ospitata un'immagine sacra del Cristo portacroce la cui leggenda vuole che sia stato dipinto nel 1445 da un soldato di guardia presso il baluardo di San Giorgio. Fin da subito l'opera attirò la devozione della popolazione locale tanto che la confraternita dei Battuti decise, nel 1620, di realizzare un edificio di fianco alla chiesa per ospitarlo. Demolito questo edificio, il dipinto venne collocato nell'odierno oratorio dove è conservato tutt'oggi insieme a numerosi ex voto.

#### Area antistante il presbiterio

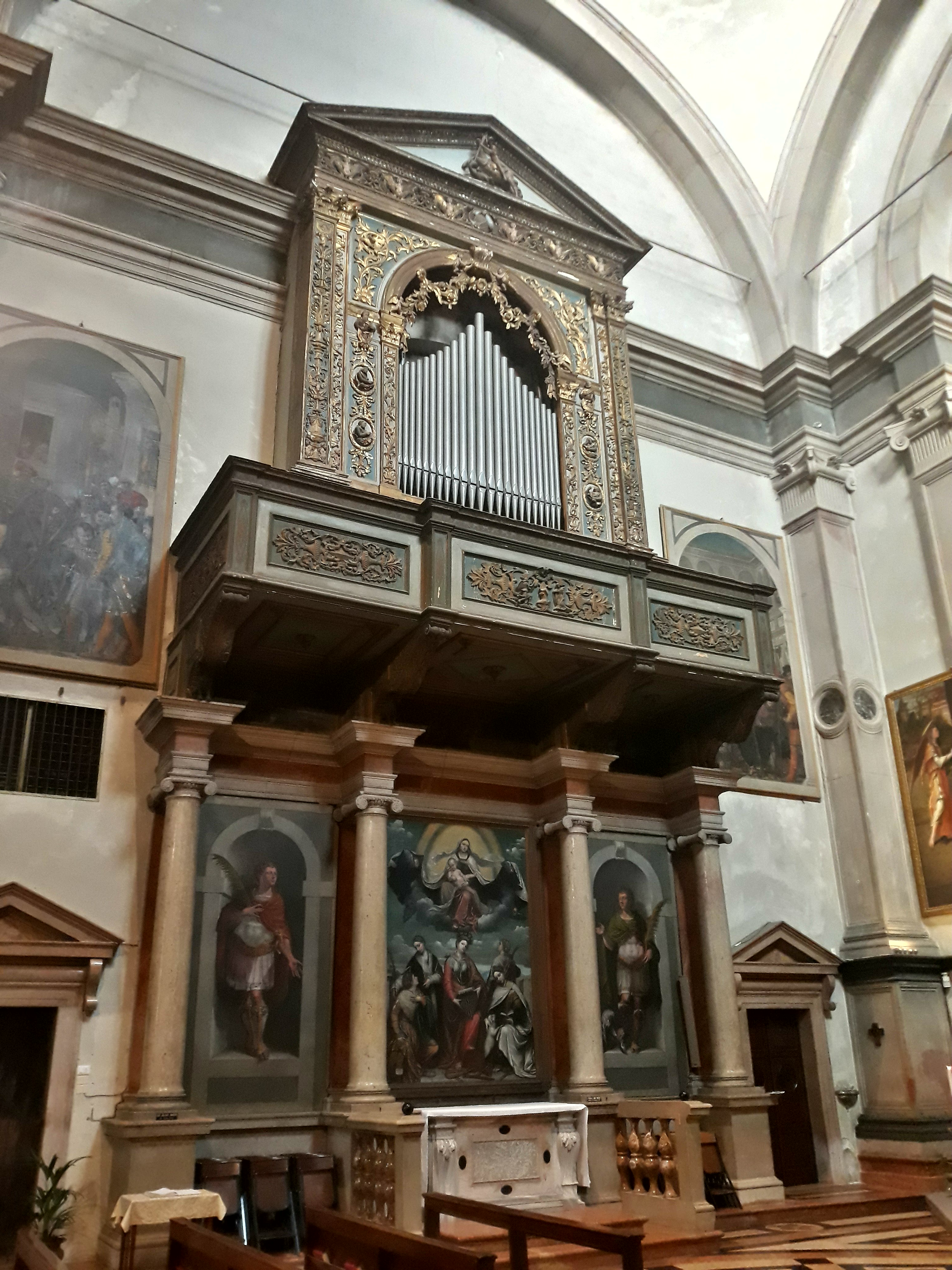
Lato sinistro dell'area antistante il presbiterio (o pseudo transetto) con altare, cantoria e organo.

Prima di arrivare all'area del presbiterio, al termine delle cappelle laterali, si apre uno spazio che può essere identificato come un transetto appena abbozzato (chiamato da alcuni autori "pseudo transetto"). La sua ridotta estensione in larghezza è dovuta, probabilmente, al poco spazio disponibile o per avere una struttura più compatta che facilitasse il sostegno della cupola sanmicheliana. I due altari laterali, il cui progetto è attribuito per entrambi a Bernardino Brugnoli, sono caratterizzati da un peristasi con colonne ad ordine ionico con una trabeazione sporgente. Quello di destra ospitava, al centro, una pala d'altare di Paolo Veronese, San Barnaba che guarisce gli ammalati (1568 circa), oggi sostituita da una copia ottocentesca realizzata da un anonimo. L'originale è conservata al musée des beaux-arts di Rouen dopo essere stata trafugata nel corso dell'occupazione napoleonica. Ai suoi lati sono poste due tele tradizionalmente ritenute di Bernardino India: San Girolamo e San Gregorio, ma in realtà da attribuire a un pittore contemporaneo. La cantoria è costituita da un parapetto in legno risalente al XVI secolo con al centro una Madonna col Bambino.
L'altare di sinistra, architettonicamente organizzato similmente a quello di destra, è dedicato alle vergini Cecilia, Caterina, Agata, Agnese Lucia, raffigurate nella relativa pala del Moretto, firmata e datata: «ALEXANDER MORETTUS BRIX. F. MDXL.». Ai lati di essa vi sono due tele anch'esse attribuite erroneamente a Bernardino India che raffigurano San Fermo e Rustico, martirizzati a Verona. Certamente autografi di India, invece, sono i tre dipinti monocromi con Soggetti biblici. Di fianco all'altare si aprono due porte, sormontate da una trabeazione in marmo, tramite quella di sinistra si accede al locale che ospita il battistero, quest'ultimo realizzato in forma esagonale in marmo rosso di Verona e risalente al XV secolo.
Sulle pareti orientali del pseudo transetto, esterne al presbiterio, sono appese due tele di Giovanni Caroto (fratello di Giovan Francesco), raffiguranti l'Annunciazione. Collocabili intorno al 1508, si ritiene che originariamente fossero le portelle dell'organo. Su un pilastro vi è un'iscrizione che ricorda la vendita del monastero alle monache di Santa Maria di Reggio: «MDCLXIX ADI XV AGOTO
MONSIGNOR ILL.MO E RMO / LORENZO ARCIV° TROTTI NONTI: / APLICO / CON L'AUTORITA' DELLA SANTA / SEDE GA CONCESSO QUESTO CONVENTO / ALLE MONACE DI S MARIA DI / REGGIO CON ANNUO OBBLIGO IN PERPETUO / DI MESSE N° CIIII / ANNIVERSARII N° LXXVIII / UN OFFICIO DI MESSE N° XIII
ECON. MONS.r RMO ANDa SBADACCHIA / DI. T. PROT. APLICO CAN. E TES.»

#### Presbiterio e spazio absidale

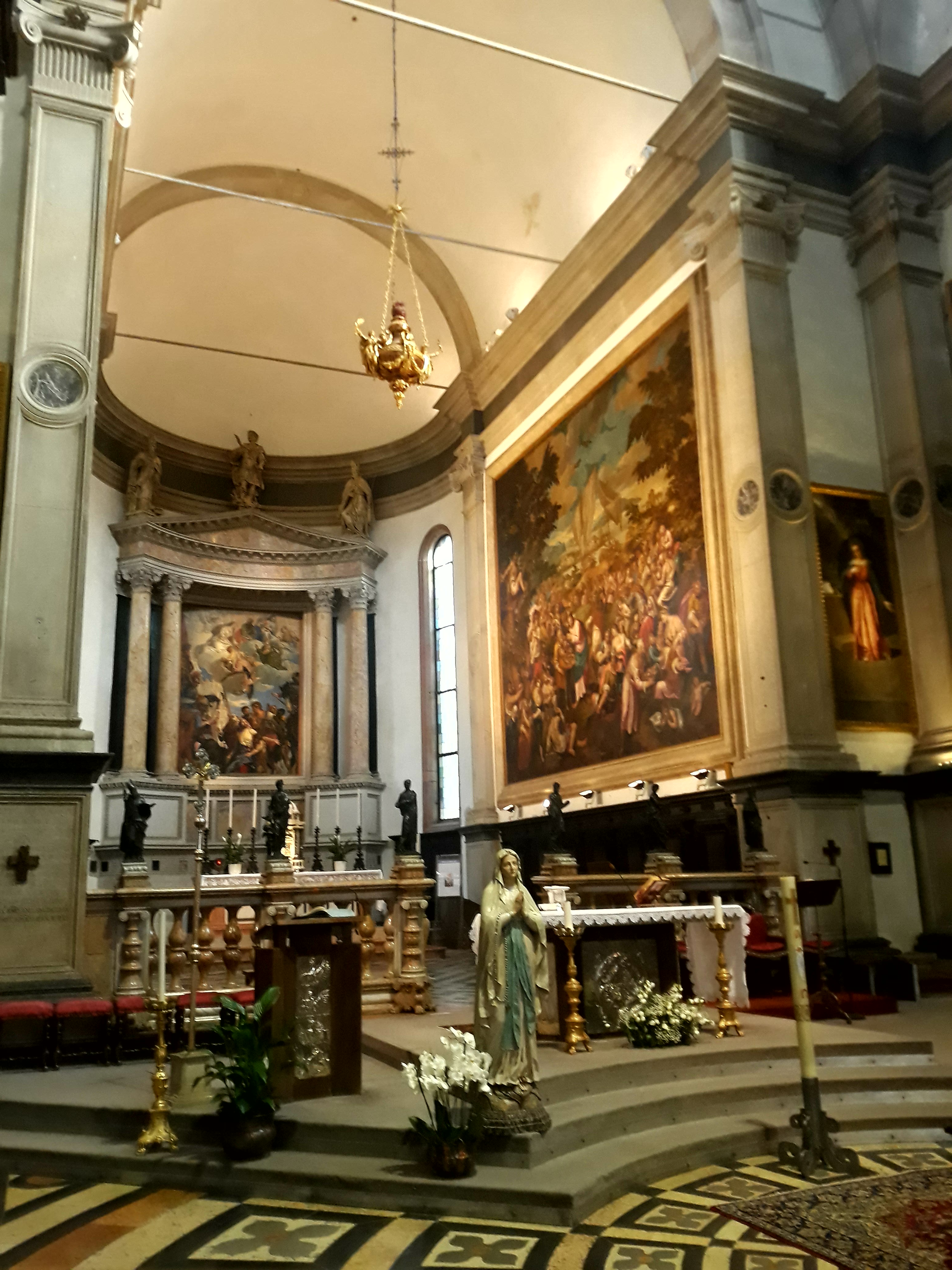
Presbiterio della chiesa.

Il presbiterio è raggiungibile attraverso tre gradini in marmo rosso e una balaustra in marmo. Quest'ultima è sormontata da sei statue, di autore ignoto, realizzate in bronzo a Venezia nel 1625 e raffigurati, da sinistra a destra: san Luca, san Zeno, san Matteo, san Marco, san Lorenzo Giustiniani e san Giovanni.

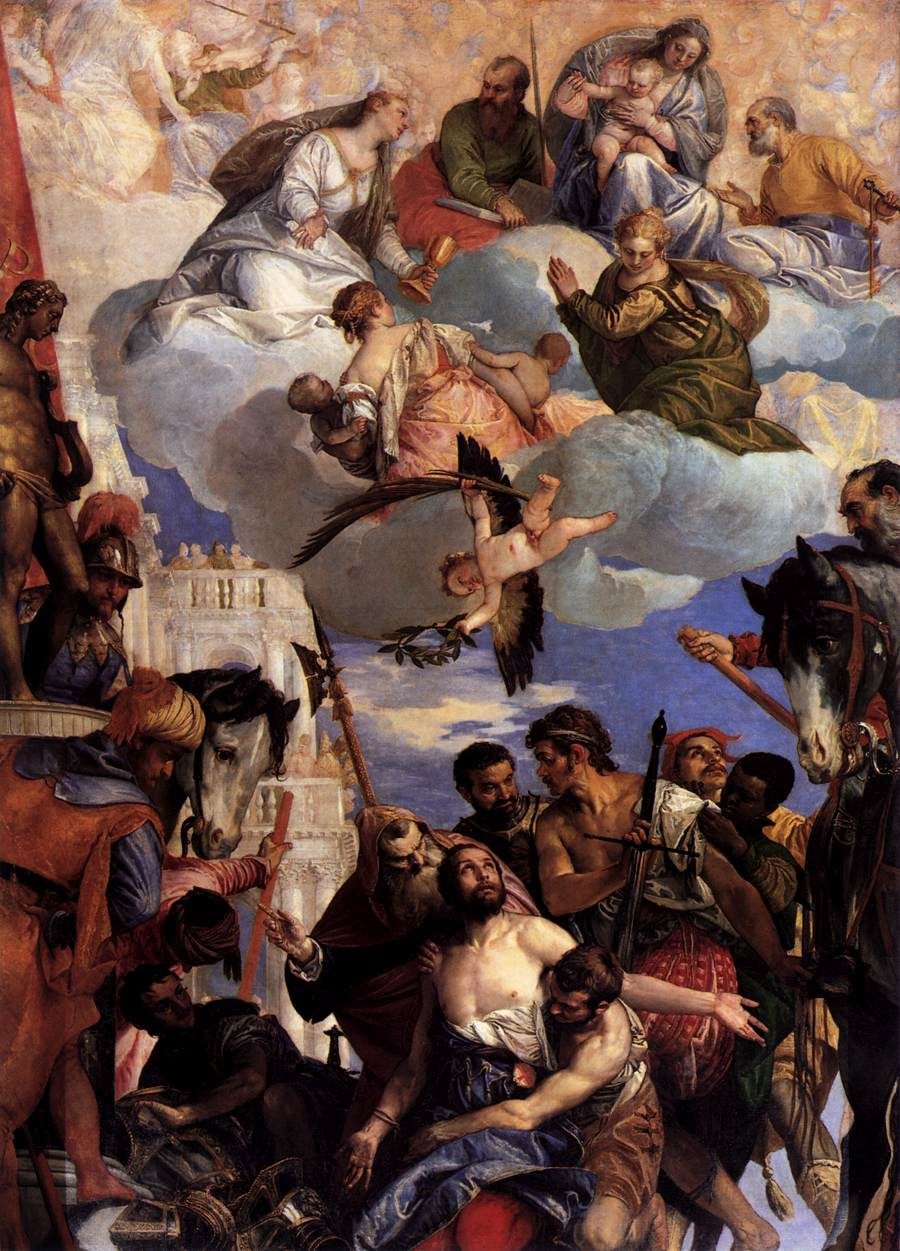
Martirio di San Giorgio, di Paolo Veronese.

L'altare maggiore appare di semplice fattura e fa parte di quelli consacrati il 31 luglio 1543 dal vescovo greco Dionisio, tuttavia si suppone che sia uno di quelli consacrati otto anni per le cappelle laterali dal vescovo Gian Matteo Giberti e poi rimossi. Il tabernacolo è del 1625. Sulla parete di sinistra una grande tela (8x7,5 metri) del pittore veronese Felice Brusasorzi, raffigurante La caduta della manna nel deserto, completata postuma dagli allievi Pasquale Ottino e Alessandro Turchi (noto come "Orbetto") mentre la parete opposta vi è una Moltiplicazione dei pani e dei pesci dipinta da Paolo Farinati nel 1603, quando il pittore aveva già 79 anni, e riportante l'iscrizione: «A.D. MDCIII – PAOLUS FARINATUS / DE UBERTIS F. AETATIS SUAE LXXIX».
Nello spazio absidale è collocata una tela di Paolo Veronese, Martirio di San Giorgio, trafugata anch'essa dalle truppe francesi nel 1797 ma poi restituita. Quest'opera venne dipinta dal celebre pittore nel 1566 quando si trovò nella sua città natale (da tempo si era trasferito a Venezia) per sposare Elena Badile, figlia del suo primo maestro Antonio Badile. La tela, durante la prima guerra mondiale, venne custodita in via precauzionale a Firenze dove però rimediò uno squarcio all'altezza del braccio destro del santo; un danno che venne poi riparato non perfettamente tanto che l'arto di san Giorgio sembra pendere in modo innaturale.

#### Organi a canne
Nella chiesa di San Giorgio in Braida si trovano due organi a canne.
Lo strumento principale si articola in due corpi, sulle due cantorie contrapposte al di sotto della cupola, e venne costruito da 1890 da William George Trice, il quale reimpiegò la cassa lignea (le cui portelle, opera del bresciano Girolamo Romani, sono oggi staccate e collocate sulle pareti opposte all'area antecedente il presbiterio) e parte del materiale fonico dell'organo di Gaetano Callido opus 144-145 risalente al 1779. Restaurato nel 1928 da Domenico Farinati, il quale non apportò modifiche, si articola in due corpi: quello principale è situato a sinistra, entro la cassa antica, mentre a destra vi sono le casse espressive e la consolle. L'organo è a trasmissione elettropneumatica e dispone di 26 registri, suddivisi su tre manuali e pedale.
Alla destra del presbiterio, a pavimento, vi è un organo positivo realizzato da Silvio Micheli nel 2013. A trasmissione integralmente meccanica, ha 7 registri su unico manuale e pedale.